# Celtics de Boston
Maillots
Actualités
Les Celtics de Boston (Boston Celtics en anglais, « les Celtes de Boston ») est une franchise de basket-ball de la NBA basée à Boston dans l'État du Massachusetts aux États-Unis. Fondé le 6 juin 1946, le club évolue trois saisons dans la Basketball Association of America (BAA) qui devient en 1949 la National Basketball Association (NBA). Les Celtics de Boston sont la plus ancienne franchise de NBA, qui de plus n'a changé ni de nom, ni de localisation depuis sa création.
Après des débuts difficiles, les Celtics de Boston connaissent une période faste de la fin des années 1950 jusqu’à la fin des années 1960 en remportant onze titres de champion national dont huit titres consécutifs, performance jamais réitérée dans un sport américain. Bob Cousy, Bill Russell ou Tom Heinsohn sont les principaux artisans de cette période ainsi que le légendaire et créatif entraineur Red Auerbach. Quelques années plus tard, Boston remporte deux nouveaux titres grâce à John Havlicek et Dave Cowens notamment. Le club connaît une deuxième période au sommet de la NBA avec Larry Bird puis descend dans les profondeurs des classements. Le titre de champion NBA obtenu lors de la saison NBA 2007-2008 après 22 ans d’attente montre le retour des Celtics au plus haut niveau. Ils n’arrivent cependant pas à confirmer avec un nouveau titre avec cette génération et il faut de nouveau attendre 16 ans avec leur dernier titre en 2024.
Également finaliste lors des saisons 2009-2010 et 2021-2022, la franchise de basket-ball de Boston est actuellement entraînée par Joe Mazzulla. Durant la saison 2010-2011, les Celtics de Boston deviennent la première équipe de l'histoire de la NBA à avoir dans leurs rangs quatre joueurs ayant inscrit plus de 20 000 points (Kevin Garnett, Paul Pierce, Ray Allen et Shaquille O'Neal). Cinq joueurs des Celtics (Bob Cousy, Bill Russell 5 fois, Dave Cowens, Larry Bird trois fois et Kevin Garnett) ont remporté le prix NBA Most Valuable Player (meilleur joueur de la saison) pour un total record de onze récompenses MVP.
Surnommés C's, les Celtics restent la franchise la plus titrée de la ligue avec 18 trophées. Ils entretiennent une grande rivalité avec les Lakers de Los Angeles (17 trophées) et se sont rencontrés douze fois en finale (les Celtics ayant gagné neuf fois contre trois aux Lakers), la dernière fois en 2010.
En mars 2025, un groupe dirigé par William Chisholm a conclu un accord pour l’achat des Celtics de Boston pour au moins 6,1 milliards de dollars américains, établissant un record pour la vente d’une franchise sportive en Amérique du Nord. Le groupe actuel, Boston Basketball Partners LLC, avait annoncé son intention de céder la majorité de ses parts d’ici 2025 et le reste en 2028, tandis que Wyc Grousbeck devrait rester gouverneur de l’équipe jusqu’à la finalisation de la vente.

## Historique de la franchise

### Création et saisons difficiles en BAA (1946-1949)

Le logo des Celtics entre 1947 et 1950 alors que la franchise joue dans la Basketball Association of America.

La franchise de Boston est créée le 6 juin 1946 pour participer au championnat de la Basketball Association of America (BAA). Les noms de « Whirlwinds », « Unicors » et « Olympics » sont proposés pour la franchise mais Walter Brown leurs préfère finalement le terme de « Celtics » en référence aux Celtics de New York et aux nombreux Irlandais de la ville,.
Absent lors de l'avant-saison, l'entraîneur Honey Russell rate les meilleurs joueurs qui sont recrutés par les équipes rivales. Le 2 novembre, les Celtics de Boston se déplacent pour jouer le premier match de l’histoire de la franchise. C’est contre les Steamrollers de Providence où ils perdent 59-53 devant 4 406 spectateurs. Trois jours plus tard, jour d'élection, la franchise joue son premier match à domicile dans la Boston Arena et bat les Stags de Chicago devant 4 329 personnes.
La saison 1946-1947 des Celtics de Boston est un désastre, la franchise termine à la dernière place du classement avec un bilan de 22 victoires pour 38 défaites,. Menée par Ed Sadowski et Jack Garfinkel, l'équipe ne s'améliore pas la saison suivante comptant 20 matchs gagnés pour 28 perdus à la fin de l'année,. Malgré ce bilan, la franchise atteint pour la première fois les playoffs et est battue par les Stags de Chicago 81 à 74 lors du troisième match,. Honey Russell est démis de ses fonctions et remplacé par Doggie Julian. Les joueurs George Kaftan et Dermie O'Connell sont recrutés en janvier 1949. Le bilan est de 25 victoires pour 35 défaites pour ce qui est la dernière saison en BAA. À l'automne 1949 la Basketball Association of America (BAA) et la Ligue nationale de basket fusionnent pour former la National Basketball Association (NBA).

### Débuts dans la NBA (1949-1956)

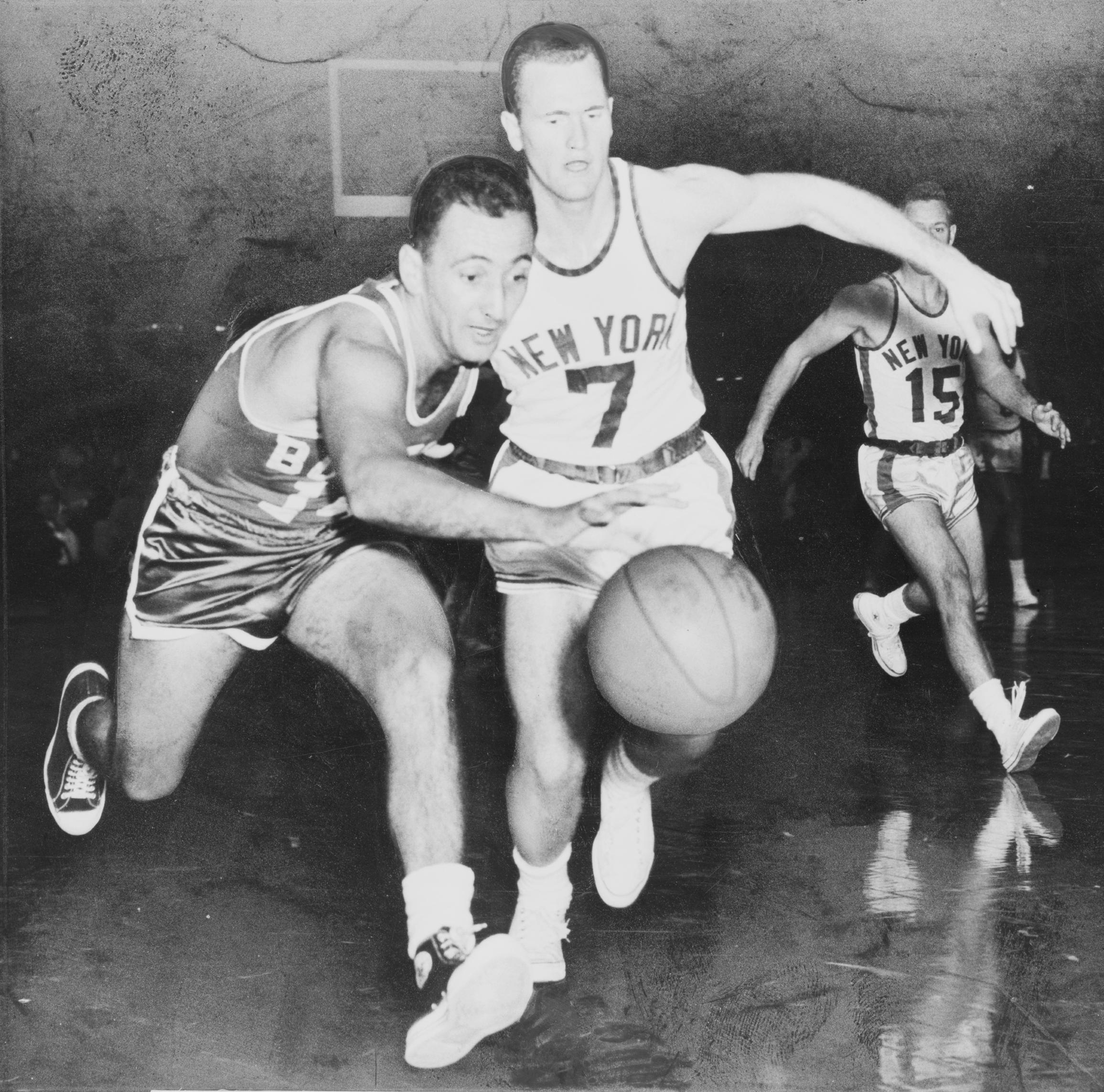
Bob Cousy (à gauche) est le premier grand joueur de la franchise.

En 1949, elle devient membre de la NBA lors de la naissance de la ligue, à la suite de la fusion de la BAA et de la National Basketball League. La première saison de la franchise en NBA est une des pires saisons des Celtics, avec un bilan de 22 victoires pour 46 défaites. Les dettes s'élèvent à près d'un demi-million de dollars après cette nouvelle saison ratée.
Avant la saison NBA 1950-1951, Red Auerbach est approché par Walter Brown, propriétaire des Celtics de Boston. Il souhaite que le changement d'entraîneur améliore la situation économique difficile du club de Boston. Walter Brown et Red Auerbach trouvent un accord, Auerbach devient entraîneur des Celtics de Boston avant la draft 1950 en signant son contrat le 27 avril 1950. Le jeune entraîneur effectue dès son arrivée des choix historiques. Alors que les Celtics ont le premier choix de la draft, Auerbach snobe la star locale Bob Cousy, se mettant à dos une partie des supporters de l'équipe de Boston après avoir affirmé en conférence de presse : « Ça ne m'intéresse pas de recruter quelqu’un juste parce que c’est le péquenaud du coin ». Il lui préfère Chuck Share (qui n'a jamais joué pour Boston et qui est vendu le 27 avril 1951 aux Pistons de Fort Wayne) et recrute également le joueur Afro-Américain Chuck Cooper au deuxième tour, le premier joueur noir à être recruté par un club de la NBA. Avec ce choix, Auerbach diminue la ségrégation raciale dans le basket-ball professionnel américain, alors que le premier noir à disputer un match officiel en NBA fut Earl Lloyd pour les Washington Capitols le 31 octobre 1950,.
L’arrivée de Red Auerbach au poste d'entraîneur principal change la donne de manière spectaculaire. Pendant la saison 1950-1951 et pour sa première année en tant qu'entraîneur, Auerbach améliore le bilan de la franchise pour terminer avec 39 victoires pour 30 défaites,. Ed Macauley marque 20,4 points de moyenne et les Celtics se qualifient pour les playoffs pour la première fois. Dès le premier tour, Boston est éliminé par les Knicks de New York, en deux matches (83-69 et 92-78). Un des premiers joueurs majeurs à rejoindre les Celtics est Bob Cousy malgré le refus d’Auerbach de le drafter. Cousy débute en NBA sous le maillot des Stags de Chicago mais, à la liquidation de la franchise, il est récupéré par Boston lors de la draft de dispersion. Il devient une des pierres angulaires des premiers succès des Celtics et entretient une relation excellente avec Auerbach.
Lors de la saison 1951-1952, Auerbach effectue une opération remarquable avec les Pistons de Fort Wayne en échangeant son joueur Chuck Share contre Bill Sharman. Le marqueur Macauley, le passeur Cousy et le jeune talent Sharman forment un trio qui permet à Auerbach de développer un meilleur jeu de contre-attaque. Les autres joueurs principaux qui rejoignent le club sont Frank Ramsey et Jim Loscutoff. L'équipe est alors jeune (huit des dix joueurs ont entre 23 et 26 ans) et peu expérimentée (un rookie, cinq joueurs avec un an d'ancienneté NBA, deux avec deux ans pour seulement deux avec cinq ans). Les Celtics se qualifient pour les playoffs en terminant deuxièmes de la division Est, après avoir battu les Nationals de Syracuse au premier tour des séries éliminatoires par deux victoires à zéro. ils sont battus en demi-finale de division par les Knicks de New York (2 à 1).
L'année suivante, ils échouent en finale de division, les Knicks remportant la série par trois victoires à une après avoir battu les Nationals au premier tour. Syracuse prend sa revanche en éliminant les Celtics de Boston trois saisons consécutives entre 1954 et 1956 : en finale de la division Est en 1954 par deux victoires à zéro et 1955 sur le score de trois victoires à une et en demi-finale en 1956 avec deux victoires contre une seule pour les Celtics. La franchise affiche un bilan de 10 victoires pour 17 défaites en séries éliminatoires entre 1951 et 1956. Auerbach recherche alors un solide joueur défensif pour améliorer la défense de son équipe. Si les Celtics sont les meilleurs marqueurs de points de la NBA, leur défense est faible et l'entraîneur souhaite un renfort dans le secteur du rebond.

### Dynastie (1956-1969)

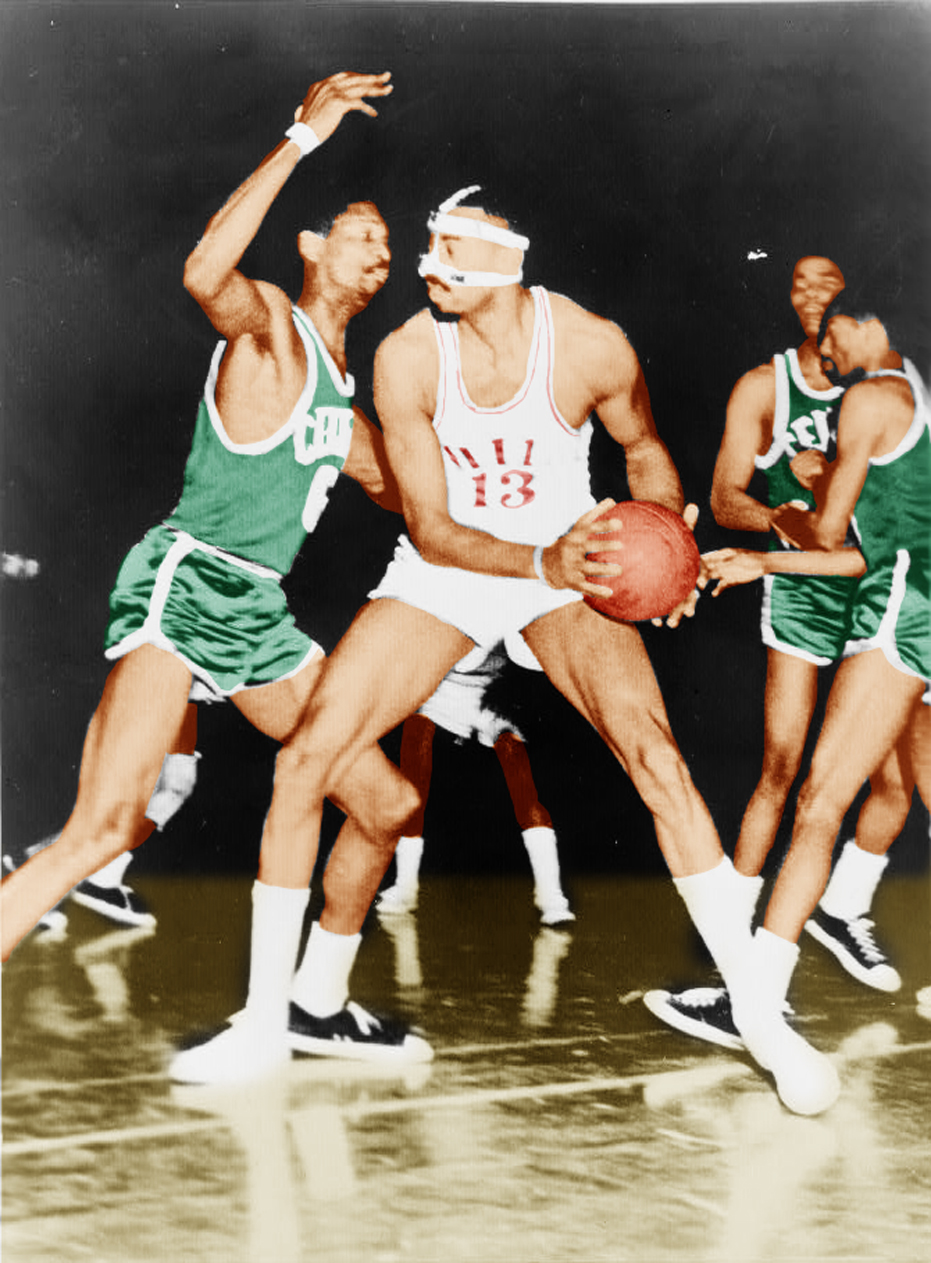
Bill Russell en défense sur Wilt Chamberlain.

Red Auerbach est alerté sur les qualités de Bill Russell par son ancien entraîneur d'université, Bill Reinhart. Celui-ci lui assure que ses qualités aux rebonds et aux contres peuvent combler les carences de son équipe dans ces deux secteurs de jeu. Il s'agit d'un réel pari pour Auerbach. En effet, à cette époque, la valeur d'un joueur est d'abord définie par ses qualités offensives, la défense n'étant que secondaire.
Toutefois, les Celtics après leur deuxième place lors de la saison précédente, possèdent le septième choix lors de la draft 1956, ce qui s'avère insuffisant pour avoir la possibilité de recruter le pivot des Dons de San Francisco. Auerbach sait que les Royals de Rochester, qui disposent du premier choix du repêchage, comptent déjà dans leurs rangs un jeune rebondeur prometteur avec Maurice Stokes ; de plus, ils ne souhaitent pas payer à Russell la prime de 25 000 dollars que celui-ci exige. Auerbach contacte son ancien patron Ben Kerner, le propriétaire des Hawks de Saint Louis. Après plusieurs négociations, il se met d'accord pour échanger son pivot Ed Macauley, six fois sélectionné au All Star Game, et le futur rookie Cliff Hagan, sélectionné lors de la draft 1953, mais indisponible car devant servir pendant deux ans dans l'armée, mais en échangeant Hagan qui doit débuter cette saison avec les Celtics, il récupère le deuxième choix de la draft 1956.
Lors de cette draft, Auerbach utilise son choix de repêchage « géographique » ou Territorial pick pour retenir le talentueux ailier Tom Heinsohn. Les Celtics de Boston réussissent finalement à acquérir les droits pour Bill Russell. Auerbach sélectionne aussi l'arrière K.C. Jones en 13e position de la draft. Red Auerbach donne des conseils à ses joueurs pour jouer une défense dure et forcer les adversaires à multiplier les pertes de balle pour marquer des paniers faciles en contre-attaque. Les Celtics sont alors l'une des équipes les mieux préparées physiquement de la NBA. Bill Russell marque la franchise pour les dix années suivant son arrivée. Dès la mi-saison 1956-1957 les Celtics se font remarquer avec la sélection de trois joueurs pour le NBA All-Star Game joué à Boston : Bob Cousy, Tom Heinsohn et Bill Sharman. Les All-Star de l'Est battent les All-Star de l'Ouest 109-97, emmené par le MVP de la rencontre, Bob Cousy. Les Celtics terminent la saison
avec 44 victoires en 72 matchs, puis éliminent les Nationals de Syracuse par trois victoires à zéro pour atteindre pour la première fois la finale de la division. Composée de Cousy, Heinsohn et surtout conduit par Russell, l'équipe des Celtics va jusqu'en finale NBA. Boston est opposé aux Hawks de Saint-Louis. Après six rencontres, les deux équipes sont à égalité avec trois victoires chacune. Bien aidée par les 32 rebonds de Russell et les 37 points de Heinsohn, la franchise des Celtics gagne la partie décisive 125 à 123 après deux prolongations et remporte le 13 avril 1957 son premier championnat NBA.
La saison suivante, les blessures de Loscutoff tôt dans la saison et surtout du MVP Bill Russell lors du troisième match de la finale empêche la franchise de réaliser le doublé. Bien qu'ils terminent la saison régulière avec 49 victoires pour 23 défaites, ce qui constitue alors le record de la NBA, les Celtics de Boston échouent en finale NBA contre les Hawks qui prennent leur revanche en six manches. Malgré ce revers, l’acquisition la même année de K.C. Jones promet un futur rayonnant du côté de Boston.
En 1959, les Celtics de Boston continuent sur la lancée des deux précédentes saisons et battent de nombreux records NBA. Bob Cousy est le meilleur passeur du championnat au total et en moyenne (557 passes soit 8,6 par match), Bill Russell le meilleur aux rebonds (1 612 rebonds et en moyenne 23 par match), mais également plus grand nombre de minutes jouées et en moyenne (avec respectivement 2 979 et 42,6 minutes par match) et tous deux sont dans les quinze meilleurs marqueurs cette saison-là avec Sharman et Heinsohn, les joueurs des Celtics prennent également les trois premières places pour les actions défensives gagnées par match : Bill Russell (8,2) devant Bob Cousy (5,4) et Tom Heinsohn (4,1). En finale de division, Boston domine Syracuse au terme de sept matchs. L'adversaire des Finales NBA 1959 est les Lakers de Minneapolis. Cette série finale est le début de la rivalité entre les deux franchises. Cette série est largement dominée par les Celtics de Boston qui remportent le titre sur le score de quatre matchs à zéro (115-108 et 128-108 à Minneapolis et 123-110 (match joué à Saint Paul) et 118-113 à domicile).
Avec Russell et Jones, la saison suivante s'annonce tout aussi réussie pour les Celtics qui battent à nouveau le record de la NBA avec 59 victoires en 75 rencontres de saison régulière,. En finale de la conférence Est, Boston affronte et bat la franchise de Philadelphie, emmenée par Wilt Chamberlain quatre victoires à deux. La franchise du Massachusetts remporte son deuxième titre en dominant les Hawks de Saint-Louis sur le score de quatre victoires à trois en remportant le septième match le 9 avril 1960 à Saint Louis sur le score de 122 à 103. Cette victoire marque le début de l’hégémonie des Celtics.
L'effectif de la saison 1960-1961 est considéré comme l'un des meilleurs de l'histoire. L'équipe type est composée de Russell, Loscutoff, Heinsohn, Cousy et Sharman. Le banc est constitué de bons joueurs : Ramsey, Sam Jones et K.C. Jones qui sont des futurs joueurs choisis au Hall of Fame. Après avoir terminé la saison régulière avec un bilan de 57 victoires pour 22 défaites, les Celtics battent Syracuse en cinq matchs lors de la finale de la division Est. En finales, les Hawks de Saint-Louis subissent à leur tour la défaite contre les Celtics qui n'ont besoin que de cinq rencontres pour remporter leur deuxième titre consécutif.
Cette équipe (renforcée en 1962 par John Havlicek) reste la même jusqu'en 1966 et terminera première de la saison régulière (seconde en 1966) et remporte six autres titres consécutifs de championne NBA en 1962 et en 1963 face aux Lakers de Los Angeles respectivement quatre victoires à trois et quatre victoires à deux, en 1964 face aux Warriors de San Franscico quatre victoires à une, en 1965 et en 1966 à nouveau face aux Lakers de Los Angeles quatre victoires à une, puis quatre victoires à trois. À l'issue de cette saison Red Auerbach est remplacé, à sa demande, au poste d'entraineur par Bill Russell, qui devient entraineur-joueur. C'est le premier entraîneur noir d'une grande équipe d'un des quatre sports majeurs d'Amérique du Nord.
En 1967, les Celtics sont éliminés en finale de conférence par les 76ers de Philadelphie. Et malgré une équipe vieillissante les Celtics remportent néanmoins le titre en 1968 et 1969, à nouveau face aux Lakers respectivement quatre victoires à deux et quatre victoires à trois. Dans la foulée, Russell décide de mettre un terme à sa carrière après avoir remporté son onzième titre. Cette date marque la fin d’une dynastie verte et blanche qui a amené onze titres NBA à Boston en douze saisons. Parmi les autres joueurs importants ayant participé à cette aventure, il faut surtout retenir Sam Jones, John Havlicek et Tom Heinsohn. La conquête de huit titres d’affilée est une performance qui n’a encore jamais été égalée dans aucun sport américain.

### Chutes et retour au sommet (1969-1979)

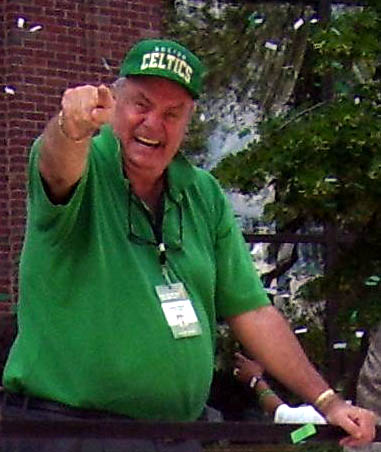
Tom Heinsohn entraîneur des Boston lors des finales 1974 et 1976

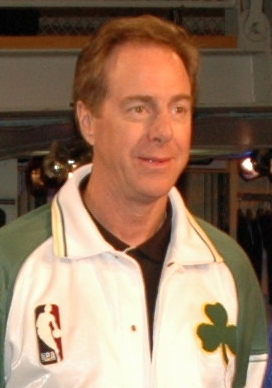
Dave Cowens aide les Celtics à gagner deux titres au milieu des années 1970.

À partir de 1969, les Celtics de Boston entrent dans une phase de reconstruction après avoir dominé la ligue pendant plus d’une décennie. Avec Tom Heinsohn comme nouvel entraîneur principal, la première saison des Celtics après le départ de Bill Russell et Sam Jones est un échec. La franchise obtient un bilan négatif pour la première fois depuis 1950 avec 36 victoires pour 46 défaites et rate les playoffs. John Havlicek est le seul à être à la hauteur des atteintes des supporters : « Boston Globe basketball writer Bob Ryan [...] believes that without Havlicek in 1969-70 the team might have won only ten games. » et aussi qui désertent le Garden, « The Celts drew fewer than five-thousand fans six times, and only 3,944 showed up to see the Lakers play them in Boston in December. ». L'équipe est devenue la risée de nombreux supporters dont les équipes furent battues année après année par les Celtics.
Cette mauvaise place en championnat permet à Boston d'avoir un des premiers choix pour recruter la saison suivante. Auerbach choisit Don Chaney qui se voit offrir du temps de jeu, tout comme Jo Jo White, recruté après le onzième titre. Recruté en quatrième choix de la draft 1970, Dave Cowens est également un renfort important. Le bilan de la franchise s'améliore lentement, il a fallu attendre cinq saisons pour retrouver Boston au sommet de la hierarchie. Paul Silas arrive alors dans l'effectif des Celtics en échange de Charlie Scott. Sous la houlette de Dave Cowens, Paul Silas et Jo Jo White, Boston est de retour au sommet entre 1972 et 1976.
Lors de la saison 1971-72, Boston est battu en finale de conférence par les Knicks de New York (4 victoires à 1) après avoir terminé avec un bilan de 53 victoires pour 29 défaites et battu les Hawks d'Atlanta en demi-finale.
L'année suivante la franchise des C's termine la saison avec un bilan de 61-21 et se défait à nouveau des Hawks d'Atlanta en six matchs et se retrouve en finale de conférence. Bien que les Knicks mènent la série trois victoires à une, ils sont poussés par les Celtics à disputer un match décisif au Garden. Pour la première fois de son histoire, Boston perd un septième et dernier match, sur le score de 94 à 78.
Les Celtics remportent deux nouveaux titres face respectivement aux Bucks de Milwaukee et aux Suns de Phoenix. La finale de la saison 1974 se dispute entre Boston et les Bucks de Milwaukee. Les Bucks, qui possèdent l'avantage du terrain, ont alors dans leurs rangs Kareem Abdul-Jabbar. Les Celtics mènent la série trois victoires à deux au moment de retourner à Boston. Après deux prolongations, les Bucks remportent le sixième match 102 à 101. Le score est seulement de 4 à 4 après cinq minutes de jeu lors de ce sixième. Le septième match est, comme les six précédents, très défensif. Les 28 points et 14 rebonds de Cowens se révèlent déterminant pour les Celtics qui remportent le match 102 à 87 et redeviennent champions.
Ils perdent en finale de conférence l'année suivante contre les Bullets de Washington (4 à 2). Mais en 1975-1976 ils arrivent en finales qui donne lieu à un des plus grands matchs de l’histoire de la NBA. Alors à deux manches partout, les Suns se déplacent au Boston Garden, l’antre des Celtics. Ces derniers, entraînés par Tommy Heinsohn, ont recours à trois prolongations pour l’emporter, marquant une première dans l’histoire de la ligue. Les Celtics gagnent finalement la série quatre victoires à deux. Après la victoire de 1976, les Celtics entrent à nouveau dans une phase de reconstruction mais en 1977 ils sont battus en demi-finale de conférence par les 76ers de Philadelphie et les deux saisons suivantes ne participent pas aux phases éliminatoires,.
Boston recrute en 1979 Norm Cook qui n'apporte rien à l'équipe, Sidney Wicks arrive depuis Portland et Silas est échangé contre Curtis Rowe. Après une saison honorable et une victoire au premier tour des play-offs contre les Rockets de Houston, les Celtics de Boston s'inclinent après cinq rencontres contre Philadelphie,.

### Années Bird (1979-1992)

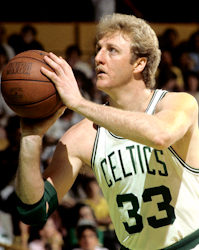
Larry Bird en 1985.

Après deux ans de disette, Auerbach profite du sixième choix de la draft 1978 pour prendre le risque et sélectionner Larry Bird sachant que ce dernier avait choisi d’honorer son ultime année universitaire avant de faire le grand saut vers la NBA et de conduire l'université de l'Indiana en finale NCAA qu'ils perdent face à l'Université du Michigan emmenée par Magic Johnson. Bird est incorporé dans l’effectif des Celtics à l’orée de la saison 1979-80 durant laquelle il mène l’équipe dans les catégories de points, rebonds et interceptions. Ses performances lui valent l’honneur d’être élu meilleur débutant de l’année en NBA. Le classement de la saison donnèrent aux Celtics les 1er et 13e choix de la draft. mais un échange eut lieu le 9 novembre 1980 avec les Warriors de Golden State, Boston cède les 1er et 13e choix de la draft contre Robert Parish et le 3e choix de la draft. Kevin McHale est choisi par Auerbach. Avec ces trois futurs membres du Basketball Hall of Fame, les Celtics redeviennent une des équipes phares de la NBA. Seulement deux ans après l’arrivée de Bird, Boston retrouve le haut des classements (62 victoires pour 20 défaites) et remporte un nouveau titre sous les ordres de Bill Fitch en battant en finale les Rockets de Houston 4 victoires à 2.

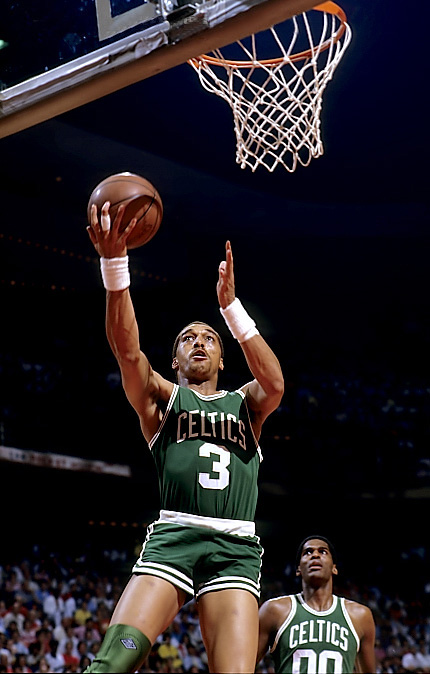
Dennis Johnson réalisant un panier devant Robert Parish.

K.C. Jones prend les commandes de l’équipe à la suite de Fitch. Durant les deux saisons suivantes, les résultats sont excellents mais Boston ne parvient pas à conquérir un nouveau trophée de champion. Au cours de cette période, de nouveaux visages intègrent la franchise comme Danny Ainge, Dennis Johnson et M.L. Carr. En 1984, les Celtics remontent un score de deux victoires à une pour battre les Lakers de Los Angeles en finale. C’est le 15e titre de la franchise du Massachusetts. Bird, quant à lui, redécouvre une rivalité née bien plus tôt en université face à l’ancien de Michigan State, Magic Johnson. En 1985, les deux franchises se retrouvent en finale mais cette fois les Lakers ramènent le trophée en Californie. Durant l’intersaison, Bill Walton arrive en provenance des Clippers de Los Angeles. Walton est à l’époque une star de la ligue pour ses anciennes performances avec les Trailblazers de Portland bien que des blessures à répétition l’empêchent de briller à sa juste valeur. Son incorporation dans l’effectif fait des Celtics une des équipes les plus fortes de l’histoire de la NBA et celle-ci est sacrée en 1986 face aux Rockets de Houston d’Hakeem Olajuwon et Ralph Sampson. "Larry Legend" est le grand artisan d'un succès et de la domination écrasante qu'exercent les Celtics sur la NBA. Seuls les Lakers, emmenés par Magic Johnson parviennent à tenir tête à la franchise de la côte Est. Cette rivalité incroyable entre les deux équipes les plus fortes en Amérique est pendant une décennie entière un symbole de la lutte acharnée entre les franchises pour accaparer le titre.
À l’été 1987, K.C. Jones achève un cycle de quatre ans durant lequel il a conduit les Celtics à quatre finales consécutives tandis que Bill Walton, rattrapé par les blessures, met un terme à sa carrière. Les Celtics restent performants jusqu’à la fin des années 1980 sans toutefois retrouver le sommet de la hiérarchie. En 1986, Boston drafte Len Bias, un jeune joueur sur qui la franchise fonde beaucoup d’espoirs. Son énorme potentiel doit en effet l’amener à assurer l’avenir d’une équipe vieillissante. Malheureusement, Bias meurt d’une overdose la nuit suivant la draft après avoir pris de la cocaïne au cours d’une fête. Cet événement tragique marque le début d’une série de coups durs pour Boston.
Après une difficile victoire en finale de conférence en 1987 face aux Pistons de Détroit, les Celtics doivent céder en 1988 marquant la fin d'une ère. La franchise du Michigan aligne neuf joueurs performants ce qui permet à leur banc de marquer de 190 points sur la série contre seulement 58 à la franchise du Massachusetts. La saison suivante, Bird ne joue que six rencontres et ne retrouve plus son physique d'antan alors que Robert Parish et Dennis Johnson ont déjà 35 et 34 ans.

### Tragédie et déclin (1992-2003)
Des problèmes de dos poussent Larry Bird à s’asseoir de plus en plus souvent sur le banc aux côtés de Kevin McHale et Robert Parish. En 1992, l’équipe remporte le titre de la division atlantique. Après 13 années de bons et loyaux services, Bird se retire. La franchise met du temps avant de reconnaître une nouvelle période faste, après le départ de son joueur exceptionnel. Le jeune Reggie Lewis, alors considéré comme son successeur naturel, devient le leader des Celtics. En 1995, l’équipe quitte le Boston Garden pour emménager au Fleet Center, par la suite renommé TD Banknorth Garden.
Durant un match de play-offs face aux Hornets de Charlotte, Lewis est pris d’un malaise. Des examens complémentaires révèlent des problèmes cardiaques mais les médecins lui donnent le feu vert pour revenir sur les parquets. Il meurt d’une attaque cardiaque à l’intersaison. La franchise lui rend hommage en retirant son numéro de maillot la saison suivante.
L’ancien joueur M.L. Carr devient manager et profite de la draft pour intégrer des jeunes joueurs comme Eric Montross et Eric Williams. Après avoir viré l'entraîneur, il prend lui-même les rênes de l’équipe. Durant les années suivantes, les Celtics se montrent décevants, n’atteignant les séries éliminatoires qu’à une seule reprise.
L’organigramme de la franchise est remis à plat et Rick Pitino devient à la fois président, manager et entraîneur, avec un salaire record à l'époque. Pitino est alors connu pour avoir amené l’université du Kentucky au titre NCAA et avoir entraîné les Knicks de New York quelques années plus tôt. Mais il ne se montre pas à la hauteur des attentes. Malgré ses efforts pour recruter de jeunes joueurs talentueux, notamment issus de son ancienne équipe de Kentucky (Delk, Walker, Mercer ou McCarty passent à Boston pendant la période Pitino), les Celtics réalisent en 1996-97 la pire saison de l’histoire de la franchise en ne remportant que 15 rencontres. Bien qu’ayant terminé au dernier rang de la ligue, les Celtics n’obtiennent pas le premier choix de la draft qui permet aux Spurs de San Antonio de récupérer Tim Duncan. Boston choisit néanmoins Chauncey Billups et Ron Mercer en 3e et 6e position pour les associer à Antoine Walker qui sort d’une bonne première saison en NBA. Les deux recrues n’apportent pas le coup de pouce attendu et prennent rapidement le large contrairement à Paul Pierce, drafté en 1998.
Pitino démissionne en 2001, laissant l’équipe dans les mains de Jim O'Brien et Chris Wallace au poste de manager. Bien que Wallace profite mal des trois premiers tours de draft que possède la franchise, Paul Pierce se convertit en un des meilleurs joueurs de la ligue. Il conduit les Celtics en séries éliminatoires pour la première fois depuis 1995. Seuls les Nets du New Jersey ont raison de Boston en finale de conférence. En 2003, la franchise change de propriétaire.

### Tentatives de reconstruction (2003-2006)

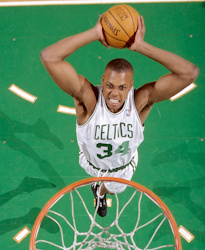
Paul Pierce, choisi 10e à la draft 1998 de la NBA.

Pendant la saison 2002-2003, Danny Ainge est appelé pour prendre la place de Chris Wallace. Arrivé avec la conviction que l’équipe a besoin de renouveau, il se lance dans une politique d’échanges dont Antoine Walker est le premier à faire les frais. Accompagné par Tony Delk, il prend la direction de Dallas durant l’été 2003. Parmi les nouveaux visages, on peut citer Ricky Davis, Mark Blount et Raef LaFrentz. En cours de saison, John Carroll remplace Jim O’Brien et les Celtics atteignent les séries éliminatoires dont ils sont éliminés au premier tour. Ainge est alors très critiqué pour avoir démantelé une équipe d’avenir, ce qui ne l’empêche pas de poursuivre la reconstruction en draftant Marcus Banks, Al Jefferson, Kendrick Perkins et Delonte West. Il recrute également les vétérans Gary Payton et Rick Fox en provenance des Lakers. Fox prend sa retraite avant de jouer le moindre match sous le maillot vert. Les Celtics présentent alors une équipe mêlant talents en devenir et solides vétérans sous les ordres de Doc Rivers. À l’hiver 2005, Antoine Walker retrouve la franchise de ses débuts pendant que Payton prend la direction d’Atlanta. L’équipe retrouve un niveau digne de son passé, remporte son premier titre de la division atlantique depuis 1992 mais est éliminée précocement en séries éliminatoires par les Pacers de l'Indiana. Un échange incluant de nombreuses franchises envoie Walker à Miami. Les Celtics en profitent pour alléger leur masse salariale. De nouveau jeunes joueurs débarquent alors à Boston parmi lesquels Gerald Green, Ryan Gomes et Orien Greene.

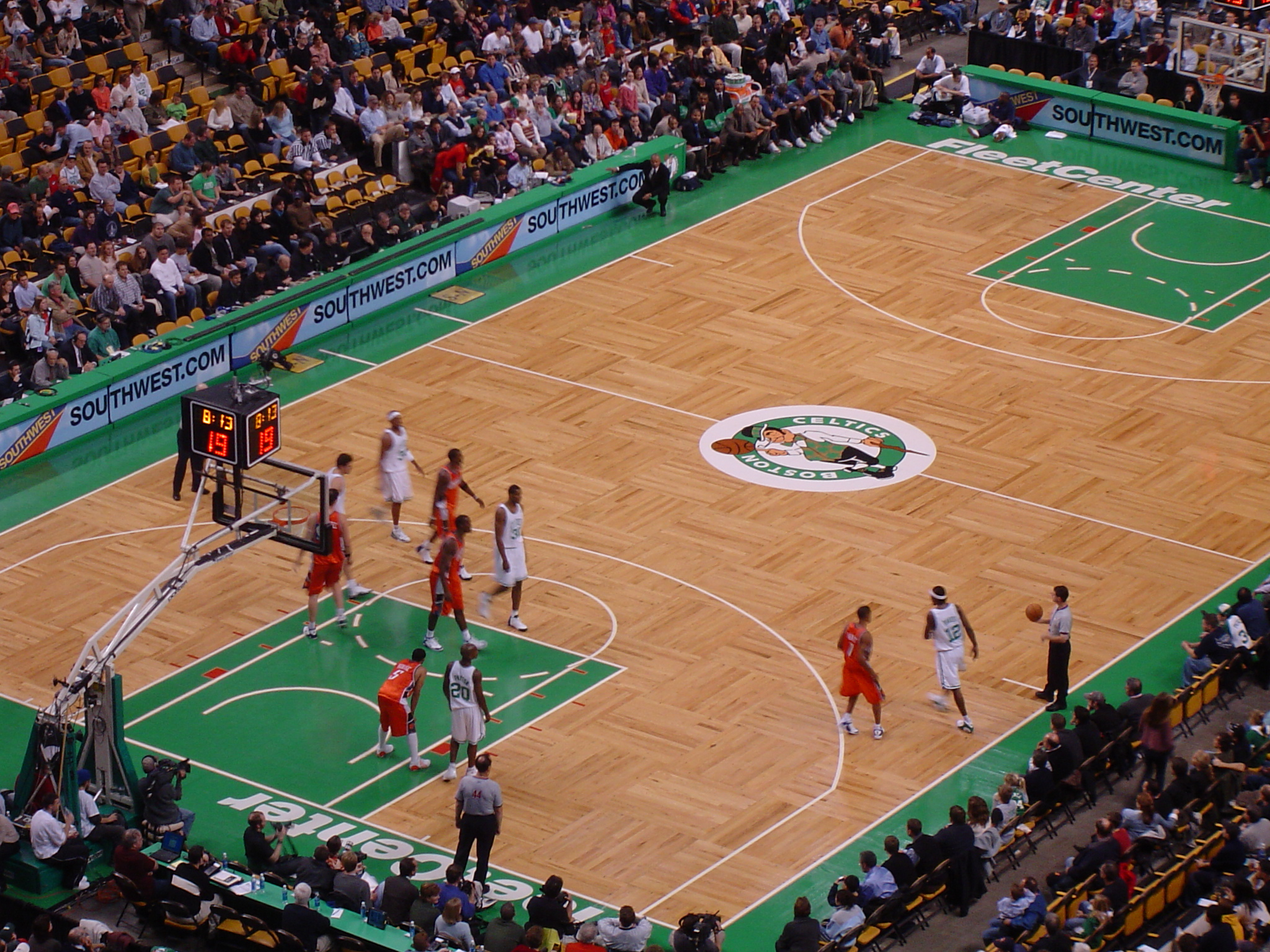
Les Celtics contre les Bobcats de Charlotte sur le parquet du TD Banknorth Garden.

Durant la saison 2005-06, Ainge décide d’échanger Davis, Blount et Banks contre Wally Szczerbiak et Michael Olowokandi en provenance du Minnesota. Alors que Paul Pierce réalise la meilleure saison de sa carrière, les Celtics ne parviennent pas à décoller. Leur bilan final de 33 victoires pour 49 défaites les place en 11e position de la Conférence Est à 7 victoires de la dernière franchise qualifiée pour les phases finales. La saison suivante, de nombreuses blessures viennent perturber les performances des Celtics qui terminent avec le deuxième pire bilan de la NBA avec 24 victoires pour 58 défaites. Au mois de janvier, ils enchaînent même une série de 18 défaites consécutives, la pire de l'histoire de la franchise. Malgré ces mauvais résultats, le contrat de l'entraîneur, Doc Rivers, qui devait se conclure à l'issue de la saison 2008, est prolongé d'une année, avec des conditions financières dépendant de l'avancée en playoffs en 2009.

### L'ère et le titre duBig Three(2007-2013)
Lors de la draft 2007, ils sélectionnent Jeff Green en position 5 pour l'échanger immédiatement en compagnie de Delonte West et Wally Szczerbiak contre Ray Allen et les droits du choix 35 de la même draft Glen Davis des SuperSonics de Seattle.
Le 31 juillet 2007, les Celtics signent l'ailier fort multiple All-Star Kevin Garnett et perdent 5 de leurs joueurs, Al Jefferson, Ryan Gomes, Gerald Green, Sebastian Telfair et un tour au repêchage. Les Celtics sont bâtis autour des trois principaux joueurs : Ray Allen, Paul Pierce et Kevin Garnett surnommé le Big Three.
Les Celtics terminent cette première saison où le Big Three est réuni avec le meilleur bilan de la saison régulière avec 66 victoires pour 16 défaites.
Au premier tour des play-offs, ils jouent contre les Hawks et gagnent 4-3. Au deuxième tour, ils rencontrent les Cavaliers de LeBron James, série remportée également sur le même score de 4-3. Lors de ces deux premiers tours, ils remportent à chaque fois les quatre matchs disputés à domicile (puisqu'ils avaient l'avantage du terrain) et perdent les trois matchs en déplacement. En finale de conférence, les Pistons remportent le match 2 à Boston, mais les Celtics remportent la série sur le score de quatre à deux, remportant les matchs 1 et 5 au TD Garden de Boston et les matchs 3 et 6 en déplacement.
Les Celtics remportent un nouveau titre NBA le 17 juin 2008 en battant les Lakers (4-2) après 22 années de disette. Paul Pierce est élu MVP de cette finale.
Le 23 décembre 2008, les Celtics, réalisent le meilleur démarrage de saison de l'histoire de la NBA : en effet, au bout de 29 matchs disputés, ils en ont remporté 27, battant le record de victoires consécutives de la franchise (19), demeurant néanmoins loin des 33 victoires consécutives des Lakers de Los Angeles lors de la saison 1971-1972.
Après une bonne saison 2008-2009 finie sur un bilan de 62 victoires - 20 défaites, les Celtics échouent en demi-finales de conférences en grande partie à cause de l'absence sur blessure de Kevin Garnett. Kevin Garnett promet alors de revenir et de gagner les deux prochains titres avec les Celtics.
Lors de la saison 2009-2010, les Celtics ont un peu plus de mal en saison régulière néanmoins terminée sur un bilan de 54 victoires - 28 défaites, beaucoup les disent vieillissants et ils ne font plus partie des favoris. Mais à la surprise générale, ils atteignent les finales NBA pour la deuxième fois en trois ans après avoir battu le Heat de Miami, les Cavaliers de LeBron James grands favoris de la Conférence Est, et le Magic d'Orlando. Ils retrouvent les Lakers de Los Angeles pour une finale encore une fois pleine de rivalité mais ils perdent au bout de sept matchs très défensifs face aux Angelinos.

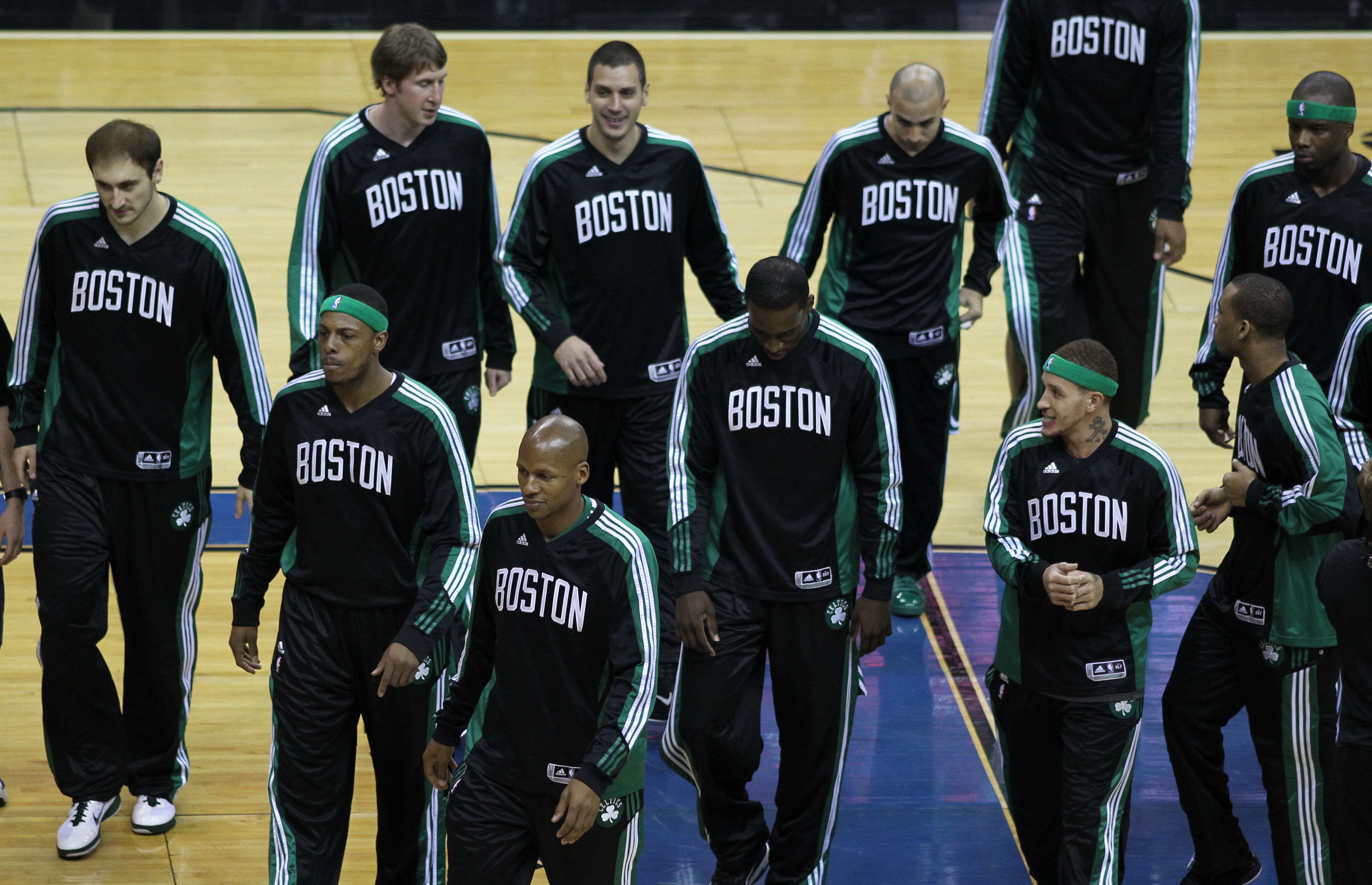
Celtics en avril 2011

Durant l'été 2010, ils recrutent Shaquille O'Neal. Cette légende vivante, ancien de la franchise rivale historique des Lakers de Los Angeles et ancien coéquipier de LeBron James aux Cavaliers de Cleveland, alors en fin de contrat à la recherche d'un nouveau défi sportif lui permettant d'obtenir sa cinquième bague de champion. Acceptant un effort sur son salaire, il pallie la retraite de Rasheed Wallace et la longue période d'indisponibilité de Kendrick Perkins.
En 2011, les Celtics participent à de grands échanges : Kendrick Perkins et Nate Robinson sont envoyés au Thunder d'Oklahoma City en échange de Nenad Krstić et Jeff Green. Ils font également signer Troy Murphy. Quant à Marquis Daniels, il signe en faveur des Kings de Sacramento. En février 2011, Carlos Arroyo signe en faveur des Celtics pour être le back-up du meneur titulaire, Rajon Rondo. Au premier tour des play-offs, les Celtics éliminent les Knicks de New York 4 victoires à 0. Au deuxième tour, la tâche est plus ardue et Boston se fait éliminer par les Tres Amigos de Miami, 4-1.
Lors de la saison 2011-2012, les Celtics, avec leur Big Three vieillissant, se font encore sortir, cette fois-ci en finale de conférence Est face au Heat de Miami, après avoir éliminé les Hawks d'Atlanta et les 76ers de Philadelphie.
Après une saison 2012-2013 difficile (due à la grave blessure de Rondo et à une équipe vieillissante), les Celtics se qualifient quand-même pour les play-offs en 7e place de la East Conference, mais se font sortir au premier tour par les Knicks de New York 4-2.

### Reconstruction et l'ère Brad Stevens (2013-2021)

#### L'après Pierce - Garnett
En juin 2013, les Celtics de Boston se défont de Paul Pierce, Kevin Garnett et Jason Terry dans un énorme échange avec les Nets de Brooklyn, (récemment déménagés à Brooklyn) pour obtenir cinq joueurs et trois futurs premiers choix de draft. Lors de la draft 2014 de la NBA les Celtics s'emparent du meneur Marcus Smart et de l'arrière James Young. Danny Ainge et la structure des Celtics entament dès lors un processus de reconstruction de l'effectif en misant sur l'échec de la franchise de Brooklyn.
Le 18 décembre 2014, ils échangent leur meneur vedette Rajon Rondo et leur rookie Dwight Powell aux Mavericks de Dallas contre Jameer Nelson, Brandan Wright, Jae Crowder, un premier tour de draft de la draft 2015, un deuxième tour de la draft 2016 ainsi qu'une somme exceptionnelle de 12,9 millions de dollars.

#### La révélation Isaiah Thomas

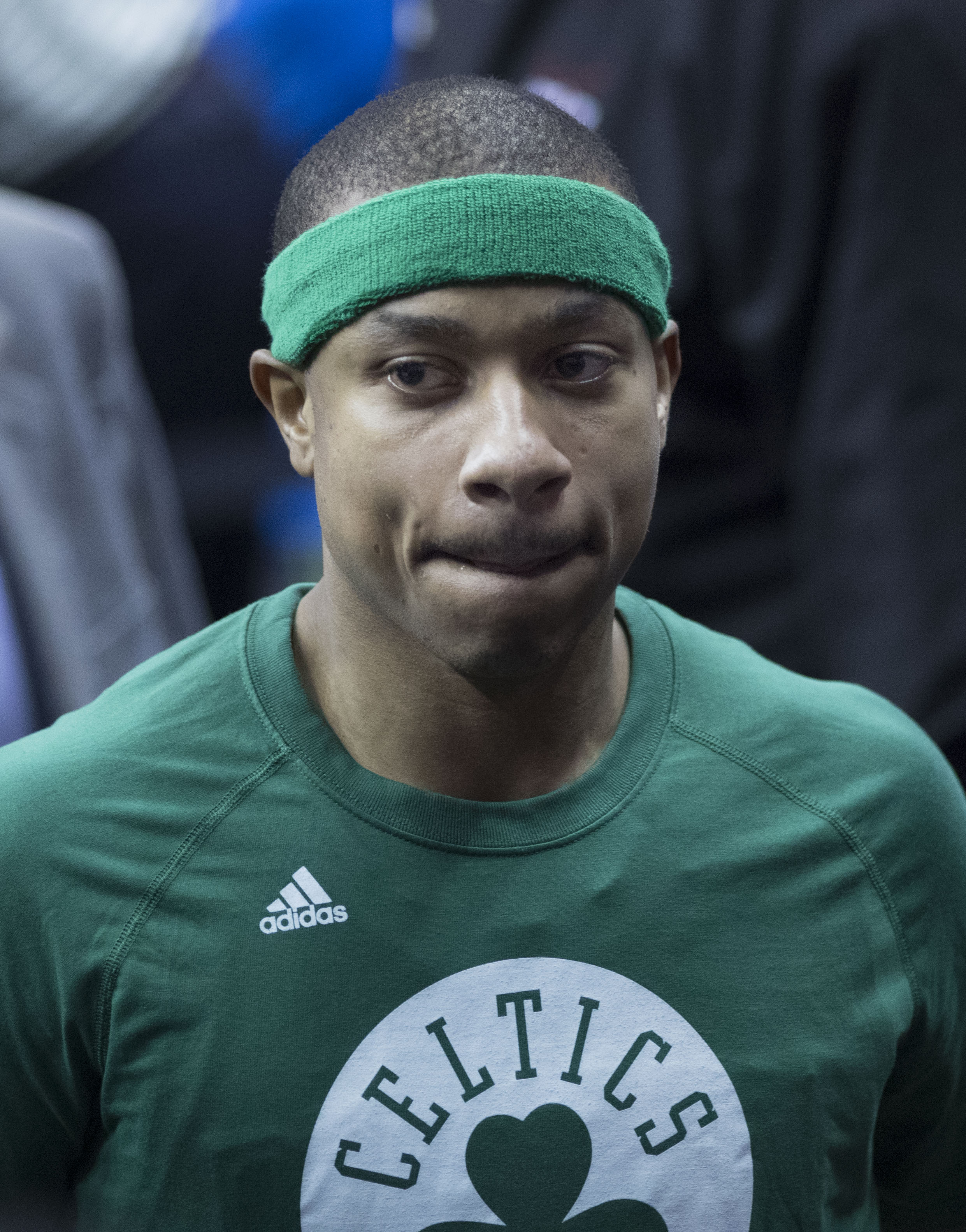
Isaiah Thomas

La saison 2015-2016 est relativement réussie pour les Celtics, marquée par un jeu basé sur la puissance du collectif et l'absence de véritable superstar, malgré les performances d'Isaiah Thomas (22,2 pts, 6pd et 3 rebonds de moyenne) ou d'Avery Bradley. Boston se bat dans les dernières rencontres pour se hisser au classement général et finit la saison régulière à la 5e place. En playoffs, ils rencontrent Atlanta dans une série annoncée comme serrée. La sérié débute mal pour Boston qui perd Avery Bradley dès le 1er match ; d'abord dominé par Boston, les Hawks se relèvent et l'emportent 101-102. Atlanta décroche ensuite le match 2 plus aisément 89-72. Sous l'impulsion de son public, Boston remporte les matchs 3 et 4 à domicile, avant de s'incliner à nouveau aux matchs 5 et 6, mettant directement un terme à son parcours en playoffs .
La saison 2016-2017 est marquée avant tout par la signature d'Al Horford, 4 fois All-Star, lors de la période d'agents libres. Les Celtics draftent aussi Jaylen Brown avec le 3e choix obtenu à la suite de l'échange avec Brooklyn. Les débuts sont houleux, notamment un bilan peu convaincant. C'était sans compter sur la performance du très prometteur Isaiah Thomas, qui hisse Boston dans les 8 premières places de la conférence, offrant à son équipe un billet pour les playoffs NBA. À la suite des défaites des trois premiers de la conférence à cette époque (Cavaliers de Cleveland, Wizards de Washington, Raptors de Toronto) et grâce à leur nombreuses victoires, les Celtics terminent finalement premiers de la conférence Est.
En playoffs, les Celtics affrontent les Bulls de Chicago lors du premier tour, menés 2-0, ils s'imposent 4-2, passant ainsi au second tour de ces playoffs. Le deuxième tour quant à lui s'avère plus disputé, les Celtics y affrontent les Wizards de Washington emmené par John Wall, réputé comme le meneur le plus rapide de la ligue. Les joueurs de Boston frappent fort et remportent les 2 premiers matchs, mais Washington ramène la série à 2-2. Les Celtics décrochent le match suivant et amènent le tableau en leur faveur (3-2). Après un 6e match au score faible (92-91) remporté par les Wizards, la série se joue sur un ultime match 7. Les Celtics l'emportent finalement avec 10 points d'écart (115-105) et décrochent un billet pour la finale de conférence Est face aux Cavaliers de LeBron James. En outre, ce second tour est marqué par une tragédie qui toucha le meneur Isaiah Thomas, dont la sœur est tuée dans un accident de voiture. La finale de conférence s'achève sur une victoire quasi-unilatérale des Cavaliers (champions en titre en 2015-2016) sur un score de 4-1.
Lors de la draft NBA 2017, les Celtics obtiennent le premier choix de la loterie, ils le transfèrent aux 76ers de Philadelphie en échange de leur choix de cette même année (3e choix) et des futurs choix. Ce 3e choix de draft se caractérise par la sélection de Jayson Tatum. Les seconds tours de draft de Boston concernent les sélections de Semi Ojeleye, Kadeem Allen et Jabari Bird. De plus, lors de la période des agents libres, les Celtics vont faire une grosse acquisition en la personne de Gordon Hayward.
Le 22 août 2017, les Celtics font l'un des plus gros échanges de cette période de transfert estivale. Ils échangent avec les Cavaliers leur joueur phare Isaiah Thomas, mais également Jae Crowder, le jeune pivot Ante Žižić ainsi que le premier tour de draft de 2018 (délaissé par les Nets de Brooklyn) contre l'un des meilleurs meneurs de la ligue à savoir Kyrie Irving.

#### Le pari Kyrie Irving
La saison 2017-2018 est marquée dès le premier match de la saison face aux Cavaliers de Cleveland. La nouvelle recrue star de l'équipe, Gordon Hayward, va souffrir d'une fracture du tibia et dislocation de la cheville gauche, ce qui condamne sa saison. Malgré cette blessure, Boston va réaliser durant la saison une série de 16 matchs gagnés, ce qui est la 4e plus longue série de matchs remportés de l'équipe. Cette série dure du 20 octobre jusqu'au 22 novembre face au Heat de Miami. L'équipe finit avec un bilan de 55 victoires - 27 défaites, ce qui les place à la 2e place de la conférence Est.
Lors des playoffs, ils affrontent les Bucks de Milwaukee au premier tour qu'ils battent au terme d'un match 7 décisif (4-3). En demi-finale, ils battent les 76ers de Philadelphie en 5 matchs (4-1), avant de s'incliner en finale de conférence face aux Cavaliers de Cleveland, au terme d'une série en 7 matchs (3-4), emmenés par LeBron James.
La saison 2018-2019 débute avec l'ambition de rester dans la continuité et d'être des prétendants au titre. Les analystes ont commencé à remettre en question la performance de l’équipe et les chances pour le titre lorsque les Celtics obtiennent un bilan de 10 victoires pour 10 défaites en début de saison. L'équipe de Brad Stevens va alors enchaîner 8 victoires d'affilée afin de se placer dans les hauteurs de la conférence Est. La saison est marquée par le retour de Gordon Hayward, blessé la saison précédente, qui reprend le rythme au fur et à mesure de la saison, qui est mitigée le concernant. Les Celtics terminent quatrième de la conférence de l’Est avec un bilan de 49-33. Lors des playoffs 2019, les Celtics éliminent les Pacers de l'Indiana au premier tour en 4 matchs, mais perdent contre les Bucks de Milwaukee en cinq matchs en demi-finale.
Pour l'intersaison 2019, les Celtics possède 4 choix pour la draft 2019. Après une série de transactions, l’équipe a obtenu Romeo Langford avec le 14e choix et a également ajouté Grant Williams, Carsen Edwards, et Tremont Waters. Au niveau de la période des agents libres, Kyrie Irving et Al Horford prennent la décision de s'engager avec d'autres équipes, respectivement les Nets de Brooklyn et les 76ers de Philadelphie. En connaissance du dossier d'Irving, les Celtics et le meneur Kemba Walker s'accordent sur un contrat d’une durée maximale de quatre ans, d’une valeur de 141 millions de dollars. De plus, cette signature se fait via un sign-and-trade, puisque les Celtics envoient le meneur Terry Rozier vers les Hornets de Charlotte, en échange de Walker. Les Celtics vont ajouter Enes Kanter dans l'effectif afin de pallier le départ de leur intérieur expérimenté Al Horford.

#### L'ère Jayson Tatum, Jaylen Brown et retour vers le titre NBA

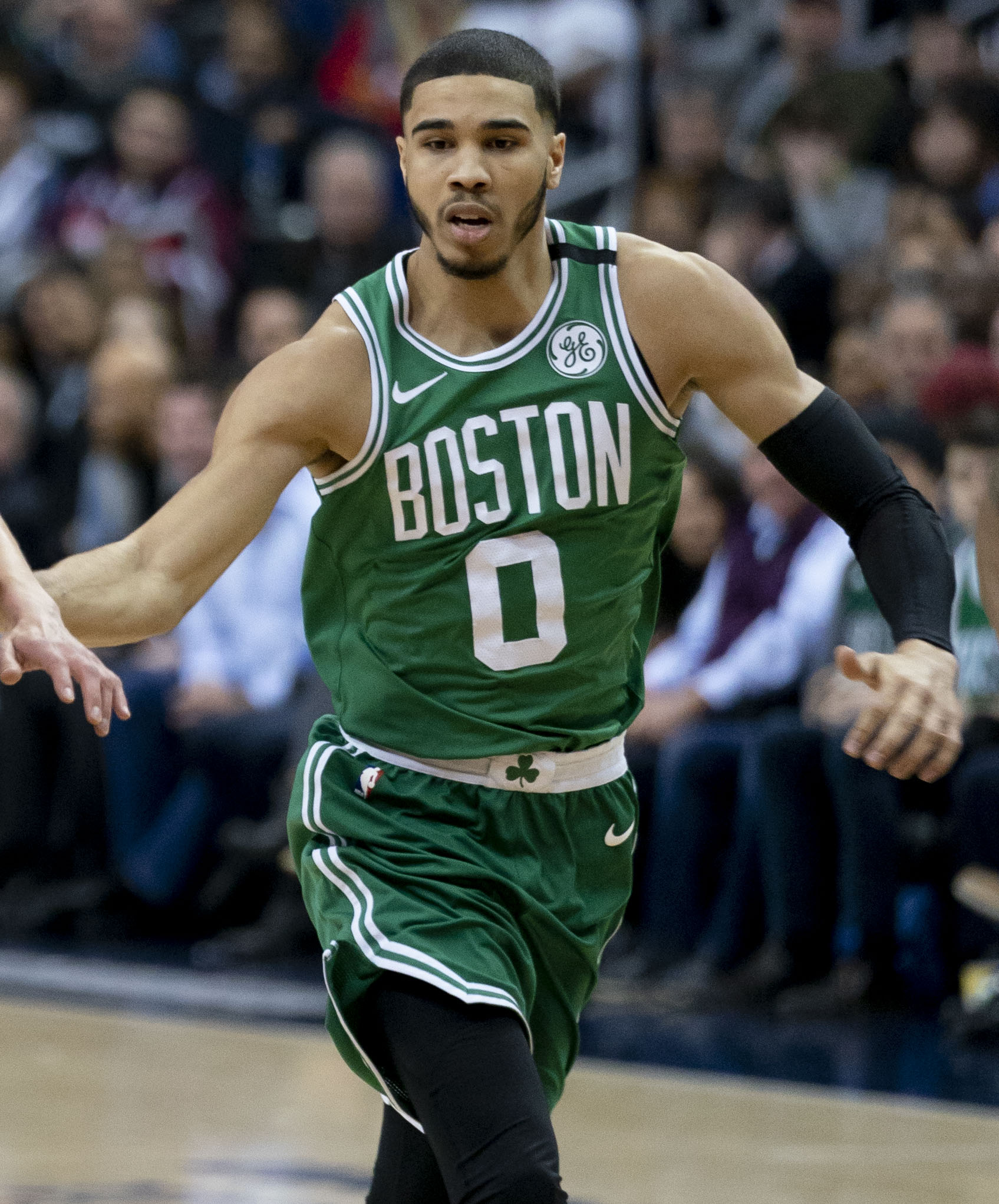
Jayson Tatum en 2018

La saison 2019-2020 débute d'une belle manière, avec Gordon Hayward qui retrouve son niveau d'avant blessure, malgré une blessure au poignet en début de saison qui va le laisser quelque temps hors des terrains. De ce fait, les jeunes de l'effectif, Jaylen Brown et Jayson Tatum, prennent une nouvelle dimension, avec plus de responsabilités, plus de régularité. Kemba Walker s'intègre bien dans le système de Brad Stevens et représente, avec Tatum, la franchise au NBA All-Star Game 2020. L'équipe se positionne dans le haut du classement de la conférence Est et se présente comme une prétendante au titre. Elle termine la saison régulière à la 3e place de la conférence, affrontant les 76ers de Philadelphie au premier tour des playoffs. L'équipe se défait de son adversaire en quatre matchs, puis bat le champion en titre, les Raptors de Toronto, en sept matchs en demi-finale de conférence. La franchise retrouve alors la finale de conférence contre le Heat de Miami, mais s'incline au terme de six matchs.
Durant l'intersaison, la direction offre une prolongation au salaire maximal à Jayson Tatum pour les cinq prochaines années. Le départ de Gordon Hayward libère de la marge salariale pour accueillir Tristan Thompson et Jeff Teague, joueurs vétérans et expérimentés, afin accompagner les jeunes joueurs de l'équipe.
À la fin de la saison 2020-2021 qui se solde par une élimination au premier tour des playoffs par les Nets de Brooklyn, Danny Ainge quitte son rôle de président des opérations basket et est remplacé par Brad Stevens qui quitte son rôle d'entraîneur.

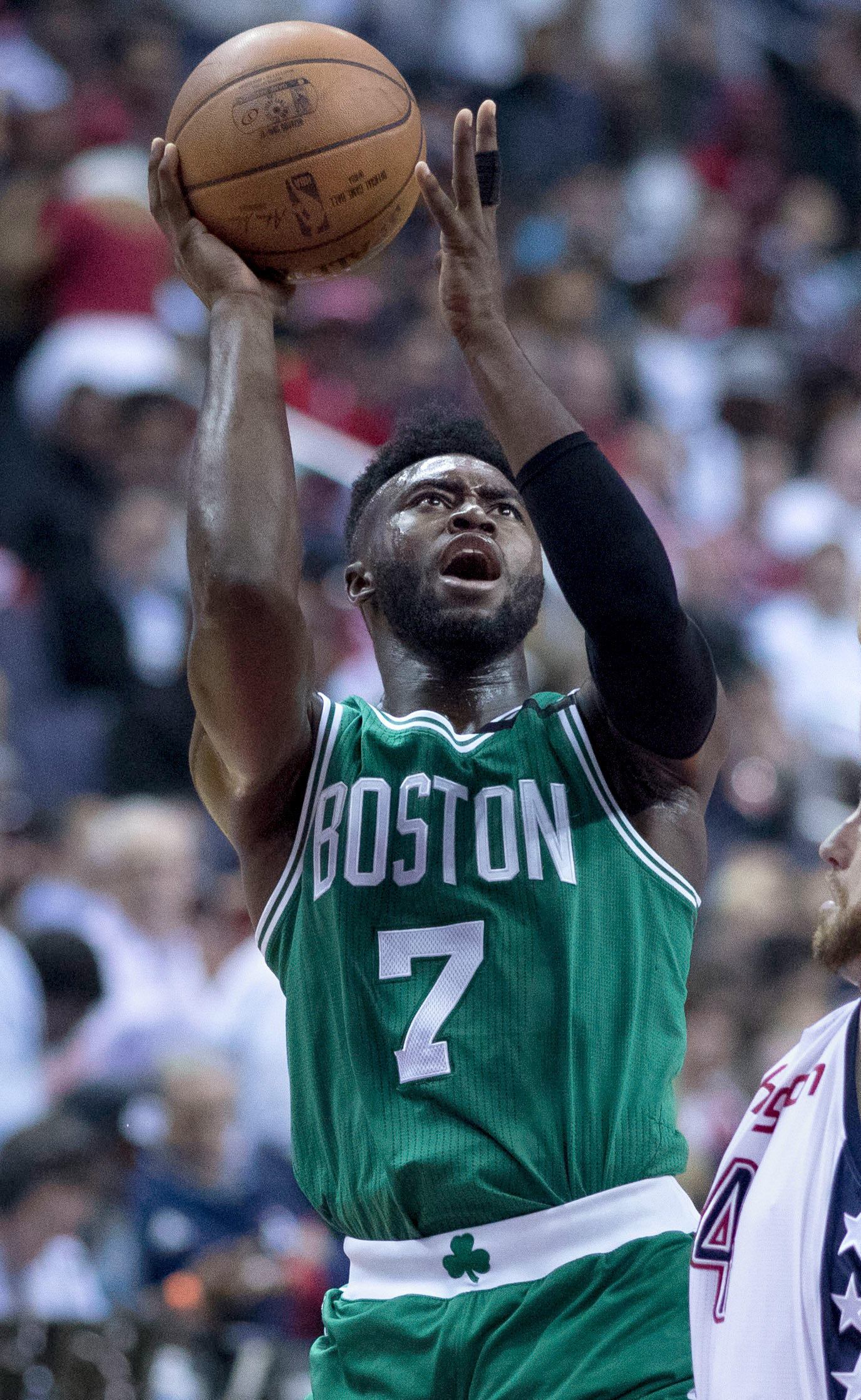
Jaylen Brown

La saison 2021-2022 démarre en dents de scie. L'équipe termine l'année 2021 avec un bilan mitigé de 15 victoires pour 17 défaites. La dynamique change à partir de la fin du mois de janvier. L'équipe engrange alors de nombreuses victoires et termine la saison régulière sur un bilan de 51-31 pour terminer 2nd de la conférence Est derrière le Heat de Miami. Marcus Smart se voit alors décerner le titre de défenseur de l'année.

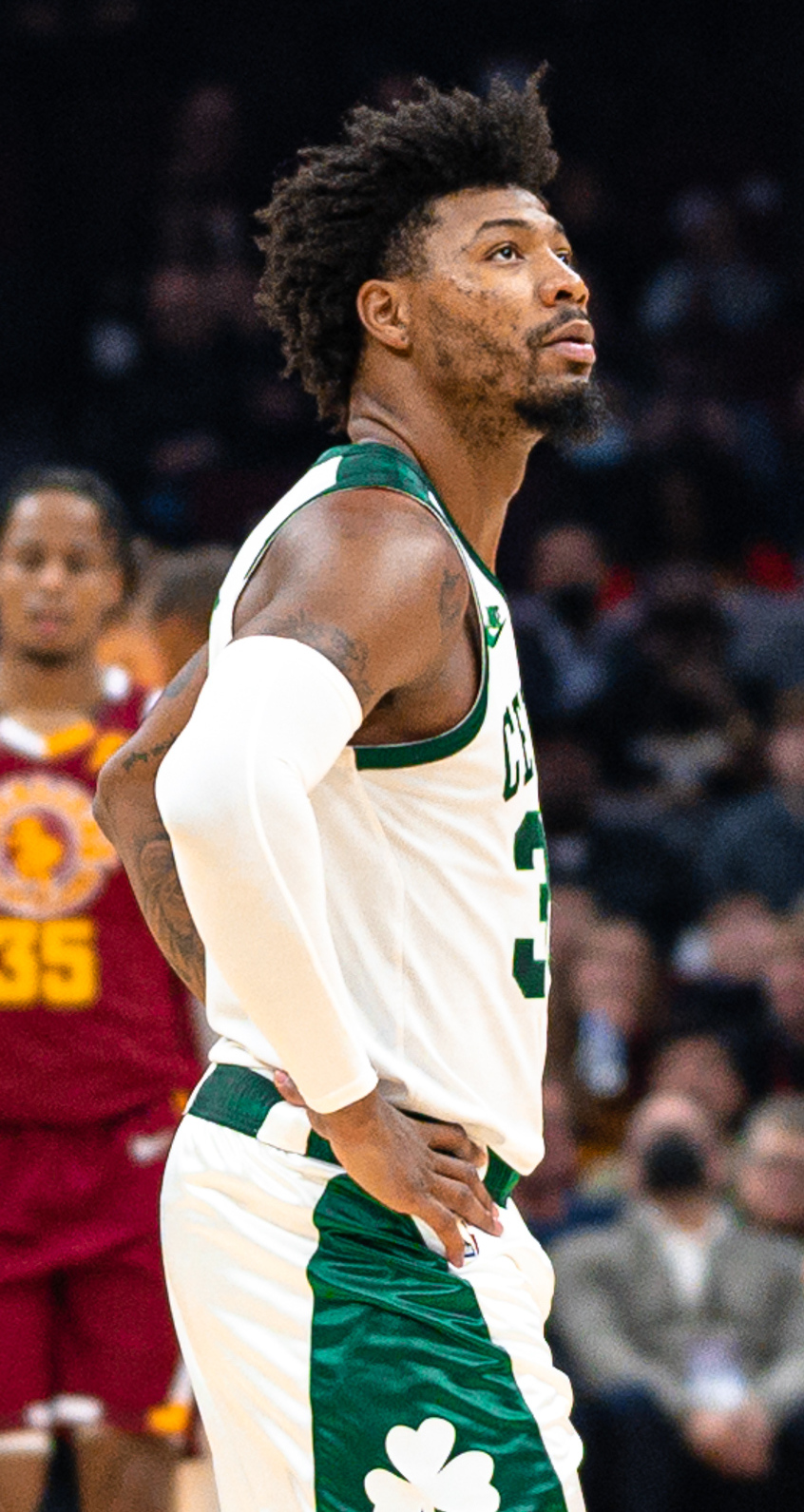
Marcus Smart

Aux Playoffs, ils affrontent tout d'abord les Nets de Brooklyn de Kevin Durant et Kyrie Irving, repêchés aux Play-in. A la première rencontre, Jayson Tatum réalise un lay-up au buzzer qui achève un match serré. La série se conclut par une victoire des Celtics en 4 manches. Ils affrontent ensuite les Bucks de Milwaukee, champions en titre, en demi-finale de conférence. La série est très disputée, notamment face à un Giannis Antetokounmpo dominateur. Les Bucks se retrouvent notamment à une victoire de conclure après un match 5 remporté au TD Garden. Les Celtics parviennent à remonter et terminent la série en 7 matches. Ils affrontent ensuite le Heat de Miami en finale de conférence et remporte la série en 7 manches. Jayson Tatum se voit décerner le premier trophée Larry Bird, sacrant le meilleur joueur de la finale de la conférence Est.
En finale, ils affrontent les Warriors de Golden State de Stephen Curry, Klay Thompson et Draymond Green. La série se conclut par une victoire des Warriors en 6 manches.
L'intersaison se traduit notamment par l'acquisition de Malcolm Brogdon dans l'effectif en provenance des Pacers de l'Indiana en échange de Malik Fitts, Juwan Morgan, Aaron Nesmith, Nik Stauskas, Daniel Theis et un premier choix de la draft 2023. Les Celtics signent ensuite Blake Griffin le 3 octobre 2022. L'intersaison est également marquée par la suspension d'Ime Udoka pour la totalité de la saison 2022-2023. Les Celtics lui reprochent d'avoir eu des relations avec une employée de l'encadrement de l'équipe. Il est remplacé par son entraineur assistant Joe Mazzulla.
La saison 2022-2023 démarre sur d'excellentes performances de l'équipe basées sur un collectif solide et des prestations individuelles de Jayson Tatum et Jaylen Brown. L'équipe se hisse à la première place de la conférence Est au début du mois de décembre avec un bilan de 18-4. Al Horford prolonge également son contrat avec l'équipe jusqu'en 2025.
En février 2023, Mazzulla est titularisé au poste d'entraîneur. Il signe aussi une prolongation de contrat,. Malgré une défense moins performante que l'année précédente, le nouveau coach met en place une attaque bien plus efficace, la meilleure de la conférence Est. Occupant pendant un bon moment la première place de la conférence, Boston est finalement rattrapée par Milwaukee et termine la saison régulière à la deuxième place. Hormis contre ces Bucks, Boston pourra donc profiter de l'avantage du terrain pour toutes les confrontations de playoffs. Ils sont éliminés par le Heat de Miami en final de conférence.
En juin 2023, les Celtics récupèrent Kristaps Porziņģis dans un échange entre trois équipes avec les Wizards de Washington et les Grizzlies de Memphis. Ils se séparent notamment de Marcus Smart dans cet échange. En octobre, ils recrutent Jrue Holiday en provenance des Trail Blazers de Portland en échange de Malcolm Brogdon, de Robert Williams et de deux premiers tours de draft.
Le 17 juin 2024, les Celtics battent les Mavericks de Dallas en cinq rencontres et remportent le 18e titre de leur histoire.

## Palmarès

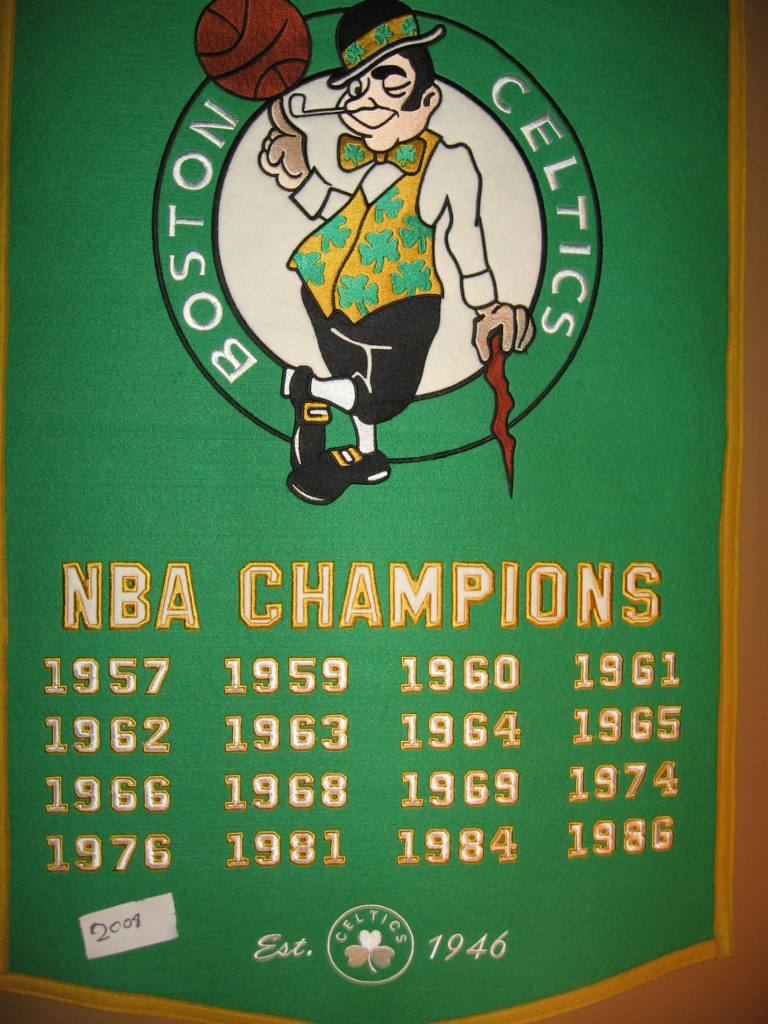
Bannière des Celtics.

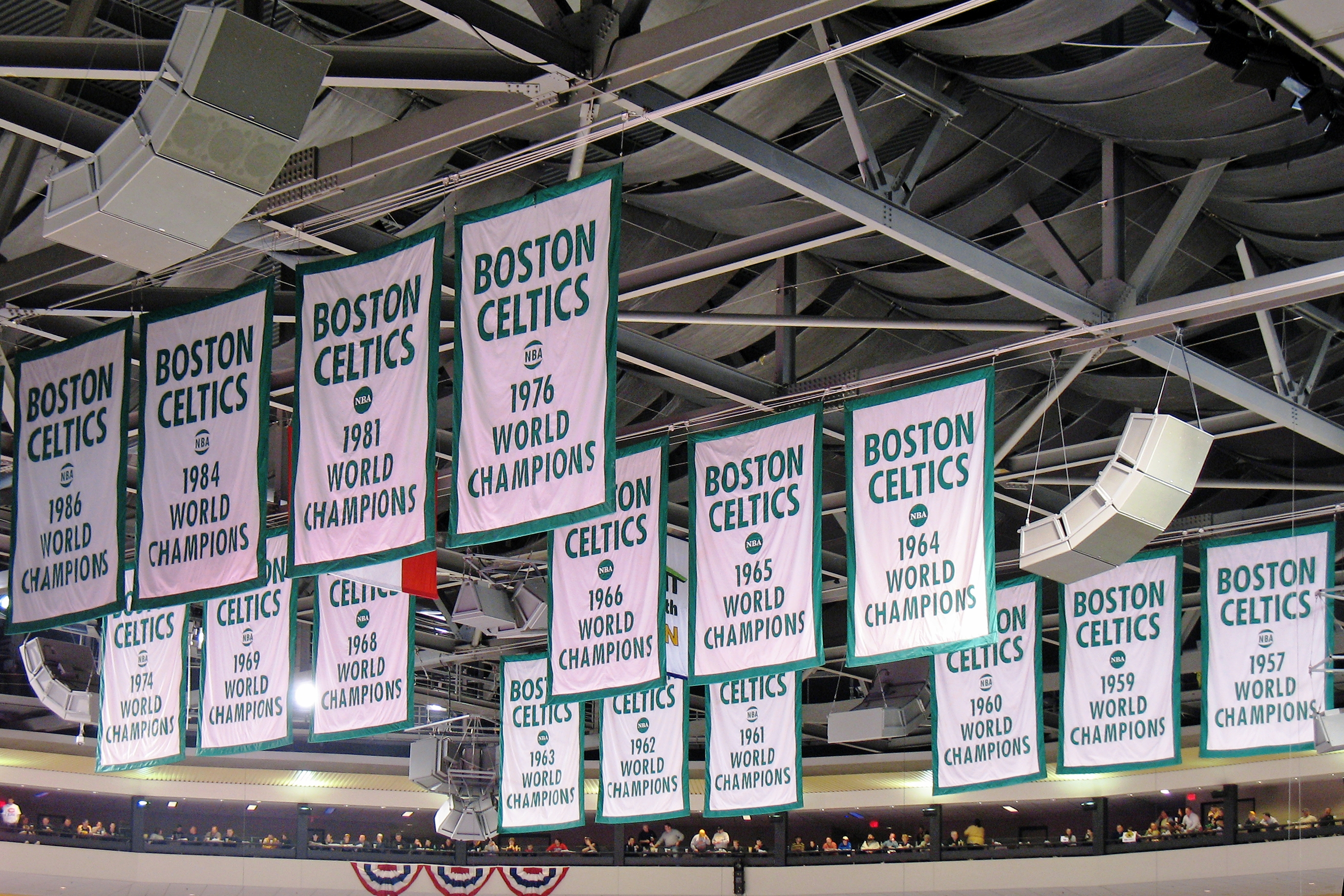
Les bannières des championnats remportés par les Celtics sont accrochées au plafond du TD Garden.

La franchise des Celtics est la plus titrée de l'histoire de la NBA avec 18 titres, devant les Lakers de Los Angeles (17). Les Celtics n'ont perdu qu'à cinq reprises en finale du championnat, terminant 22 fois champions de la conférence Est. La liste qui suit est le palmarès complet des Celtics de Boston :
- Champion NBA (18) : 1957, 1959, 1960, 1961, 1962, 1963, 1964, 1965, 1966, 1968, 1969, 1974, 1976, 1981, 1984, 1986, 2008 et 2024.
- Champion de la Conférence Est (11) : 1974, 1976, 1981, 1984, 1985, 1986, 1987, 2008, 2010, 2022 et 2024.
- Champion de Division (9) : 1957, 1958, 1959, 1960, 1961, 1962, 1963, 1964 et 1965.
- Champion de la Division Atlantique (26) : 1972, 1973, 1974, 1975, 1976, 1980, 1981, 1982, 1984, 1985, 1986, 1987, 1988, 1991, 1992, 2005, 2008, 2009, 2010, 2011, 2012, 2017, 2022, 2023, 2024 et 2025.

## Joueurs et personnalités

### Joueurs
| Place                                                                                           | Nom du joueur             | Pays       | Points |
| ----------------------------------------------------------------------------------------------- | ------------------------- | ---------- | ------ |
| 1e                                                                                              | John Havlicek 1962 - 1978 | États-Unis | 26 395 |
| 2e                                                                                              | Paul Pierce 1998 - 2013   | États-Unis | 24 021 |
| 3e                                                                                              | Larry Bird 1979 - 1992    | États-Unis | 21 791 |
| 4e                                                                                              | Robert Parish 1980 - 1994 | États-Unis | 18 245 |
| 5e                                                                                              | Kevin McHale 1980 - 1993  | États-Unis | 17 335 |
| 6e                                                                                              | Bob Cousy 1950 - 1963     | États-Unis | 16 955 |
| 7e                                                                                              | Sam Jones 1957 - 1969     | États-Unis | 15 411 |
| 8e                                                                                              | Bill Russell 1956 - 1969  | États-Unis | 14 522 |
| 9e                                                                                              | Dave Cowens 1970 - 1980   | États-Unis | 13 192 |
| 10e                                                                                             | Jo Jo White 1969 - 1979   | États-Unis | 13 188 |
| Dernière mise à jour : le 13 février 2019 En gras : Joueurs évoluant toujours dans la franchise |                           |            |        |

La constitution de la première équipe championne NBA des Celtics de Boston se fait au fil des années. À la tête de la franchise, Walter Brown et Red Auerbach recrutent d'abord Bob Cousy en 1950. La vitesse de Cousy devient une arme importante pour le jeu offensif des Celtics. Il est élu meilleur joueur lors de la saison 1956-1957, marquée par le premier titre de la franchise de Boston. Une à deux années plus tard, Bill Sharman arrive dans l'équipe. Il est rejoint par Franck Ramsey, choisi au premier tour de la draft en 1953, l'année suivante. Lors de la saison NBA 1954-1955(saison de l'introduction de la limite de 24 secondes par possession) les Celtics de Boston veulent recruter un intérieur de poids. Après de longues négociations, Walter Brown obtient en 1956 les droits NBA de Bill Russell. Son impact défensif change le style de jeu de l'équipe. Russell prend en moyenne 24 rebonds par match lors des séries éliminatoires amenant le premier titre aux Celtics. Élu à cinq reprises meilleur joueur de la NBA, il est l'un des principaux artisans de la dynastie des Celtics. Tom Heinsohn réalise un remarquable travail dès sa saison comme recrue en 1956-1957, terminant même meilleur marqueur de points pendant les play-offs.
| Statistique                                                                                  | Nom du joueur       | Nombre                 |
| -------------------------------------------------------------------------------------------- | ------------------- | ---------------------- |
| Meilleur marqueur                                                                            | John Havlicek       | 26 395 points          |
| Meilleure moyenne Points/Match                                                               | Isaiah Thomas       | 24,7 points/match      |
| Meilleur passeur                                                                             | Bob Cousy           | 6 945 passes décisives |
| Meilleure moyenne Passes/Match                                                               | Rajon Rondo         | 8,5 passes/match       |
| Meilleur rebondeur                                                                           | Bill Russell        | 21 620 rebonds         |
| Meilleure moyenne Rebonds/Match                                                              | Bill Russell        | 22,5 rebonds/match     |
| Meilleur contreur                                                                            | Robert Parish       | 1 703 contres          |
| Meilleur intercepteur                                                                        | Paul Pierce         | 1 583 interceptions    |
| Meilleur pourcentage au tir                                                                  | Robert Williams III | 73,2 %                 |
| 3 points marqués                                                                             | Paul Pierce         | 1 823 tirs             |
| Meilleur pourcentage à 3 points                                                              | Malcolm Brogdon     | 44,4 %                 |
| Lancers-francs marqués                                                                       | Paul Pierce         | 7 979 tirs             |
| Meilleur pourcentage au lancer-franc                                                         | Ray Allen           | 91,4 %                 |
| Matchs joués                                                                                 | John Havlicek       | 1 270 matchs           |
| Dernière mise à jour : 20 octobre 2024 En gras : Joueurs évoluant toujours dans la franchise |                     |                        |

John Havlicek, premier joueur à marquer plus de 1 000 points durant seize saisons consécutives (dont deux à plus de 2 000 points), est le meilleur marqueur de l'histoire de la franchise avec 26 395 points et le joueur ayant le plus de matchs pour celle-ci avec 1 270,. Il est également deuxième au nombre de passes décisives derrière Bob Cousy 6 945 passes et devant Larry Bird, celui-ci dominant le classement des interceptions avec 1 556,. Celui-ci est également le troisième marqueur de la franchise, mais le meilleur à la moyenne de points, avec 24,3 points par match ; il est également classé quatrième pour le total des rebonds, dont le classement est dominé par Bill Russell avec 21 620 rebonds, joueur le plus utilisé des Celtics avec 42 minutes 3 par match. La génération de Larry Bird domine le classement des contres : Robert Parish est en tête avec 1 703 devant Kevin McHale et Bird,.
Parmi les joueurs en activité Paul Pierce, troisième joueur de la franchise en termes de rencontres disputées, devient le deuxième marqueur de l'histoire au cours de la saison 2011-2012, devançant désormais Larry Bird. Il est le meilleur de la franchise aux lancers francs réussis et tentés, devançant John Havlicek dans ces deux classements, et pour les paniers à 3 points réussis et tentés, devant Antoine Walker, leader pour les interceptions devant Lary Bird. Rajon Rondo est présent dans le Top 10 des meilleurs passeurs de la franchise. Ray Allen figure au troisième rang des classements des paniers à 3 points réussis et tentés, derrière Pierce et Walker.
De par son succès au cours des années, les joueurs des Celtics reçoivent de nombreuses récompenses individuelles. Ainsi, quatre joueurs sont désignés NBA Most Valuable Player, Bob Cousy, Bill Russell, Dave Cowens et Larry Bird. Sept joueurs sont récompensés du titre de NBA Finals MVP. Trois joueurs sont désignés meilleur débutant de l'année, Tom Heinsohn, Dave Cowens et Larry Bird. Parmi les autres récompenses, Kevin Garnett et Marcus Smart sont les seuls joueurs des Celtics à obtenir le titre de meilleur défenseur de la ligue. Kevin McHale, Bill Walton et Malcolm Brogdon sont récompensés du titre de meilleur sixième homme.

### Entraîneurs

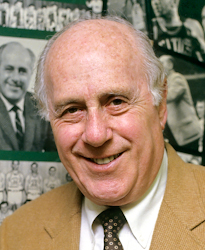
Red Auerbach.

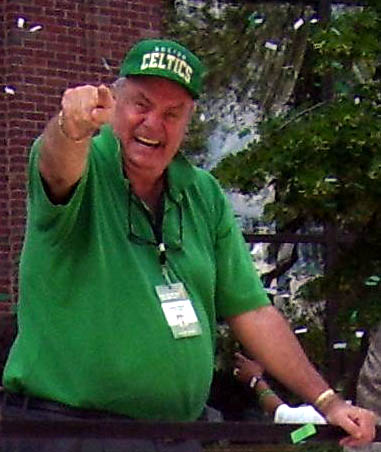
Tom Heinsohn

Le premier entraîneur principal des Celtics de Boston est Honey Russell. Également entraîneur de l'équipe de baseball de Rutland, Walter Brown l'autorise à finir la saison de baseball avant de rejoindre la franchise pour le camp d'entraînement en octobre. Pendant son absence, les équipes rivales des Celtics recrutent les meilleurs joueurs. Il est démis de ses fonctions en 1948.
Doggie Julian est le deuxième entraîneur principal des Celtics de Boston.
Le troisième est Red Auerbach qui accède au poste en 1950 à l'âge de 32 ans.
Bill Russell est le premier entraîneur principal de couleur noire tous sports professionnels américains confondus.
Trois entraineurs sont récompensés du titre d'entraineur de l'année : Red Auerbach en 1965, Tom Heinsohn en 1973 et Bill Fitch en 1980.
| Nom                    | Début             | Fin               | Saisons | Saison régulière | Saison régulière | Saison régulière | Saison régulière | Playoffs | Playoffs | Playoffs | Playoffs |
| Nom                    | Début             | Fin               | Saisons | V                | D                | PCT              | M                | V        | D        | PCT      | M        |
| ---------------------- | ----------------- | ----------------- | ------- | ---------------- | ---------------- | ---------------- | ---------------- | -------- | -------- | -------- | -------- |
| John « Honey » Russell | Création          | 1948              | 2       | 42               | 66               | .389             | 108              | 1        | 2        | .333     | 3        |
| Doggie Julian          | 11 avril 1948     | 1950              | 2       | 47               | 81               | .367             | 128              | –        | –        | –        | –        |
| Red Auerbach           | 27 avril 1950     | 1966              | 16      | 795              | 397              | .667             | 1192             | 90       | 58       | .608     | 148      |
| Bill Russell           | 1966              | 1969              | 3       | 162              | 83               | .661             | 245              | 28       | 18       | .609     | 46       |
| Tom Heinsohn           | 1969              | 3 janvier 1978    | 9       | 427              | 263              | .619             | 690              | 47       | 33       | .588     | 80       |
| Tom Sanders            | 3 janvier 1978    | novembre 1978     | 2       | 23               | 39               | .371             | 62               | –        | –        | –        | –        |
| Dave Cowens            | novembre 1978     | 1979              | 1       | 27               | 41               | .397             | 68               | –        | –        | –        | –        |
| Bill Fitch             | 23 mai 1979       | 27 mai 1983       | 4       | 242              | 86               | .738             | 328              | 26       | 19       | .578     | 45       |
| K.C. Jones             | 7 juin 1983       | 1988              | 5       | 308              | 102              | .751             | 410              | 65       | 37       | .637     | 102      |
| Jimmy Rodgers          | 1988              | 8 mai 1990        | 2       | 94               | 70               | .573             | 164              | 2        | 6        | .250     | 8        |
| Chris Ford             | 12 juin 1990      | 17 mai 1995       | 5       | 222              | 188              | .541             | 410              | 13       | 16       | .448     | 29       |
| M.L. Carr              | 20 juin 1995      | 30 avril 1997     | 2       | 48               | 116              | .293             | 164              | –        | –        | –        | –        |
| Rick Pitino            | 8 mai 1997        | 8 janvier 2001    | 4       | 102              | 146              | .411             | 248              | –        | –        | –        | –        |
| Jim O'Brien            | 8 janvier 2001    | 27 janvier 2004   | 4       | 139              | 119              | .539             | 258              | 13       | 13       | .500     | 26       |
| John Carroll           | 27 janvier 2004   | 30 juin 2004      | 1       | 14               | 22               | .389             | 36               | 0        | 4        | .000     | 4        |
| Doc Rivers             | 29 avril 2004     | 3 juin 2013       | 9       | 416              | 305              | .577             | 721              | 59       | 47       | .566     | 99       |
| Brad Stevens           | 3 juillet 2013    | 2 juin 2021       | 8       | 354              | 282              | .564             | 636              | 38       | 40       | .507     | 73       |
| Ime Udoka              | 28 juin 2021      | 22 septembre 2022 | 1       | 51               | 31               | .621             | 82               | 14       | 10       | .583     | 24       |
| Joe Mazzulla           | 22 septembre 2022 | en cours          | 2       | 121              | 43               | .737             | 164              | 27       | 12       | .692     | 39       |

mis à jour le 4 janvier 2025

### Propriétaires
- Walter A. Brown, fondateur de l'équipe et premier propriétaire (1946–7 septembre 1964)
- Lou Pieri et Marjorie Brown, épouse du fondateur de la franchise (7 septembre 1964– 24 juin 1965)
- Marvin Kratter/Knickerbocker Brewing Company, filiale de National Equities (24 juin 1965–1968)
- Ballantine Brewery, filiale de Investors Funding Corporation (1968–1969)
- Trans-National Communications (1969–1971)
- Ballantine Brewery, filiale de Investors Funding Corporation (1971–1972)
- Irv Levin et Harold Lipton (avril 1972-mai 1972), Vente non approuvée par la NBA[104]
- Robert Schmertz/Leisure Technology (mai 1972–janvier 1975)
- Robert Schmertz/Leisure Technology, Irv Levin, et Harold Lipton (janvier 1975–novembre 1975)[105]
- Irv Levin et Harold Lipton (novembre 1975-1978)
- John Y. Brown, Jr. et Harry T. Mangurian, Jr. (1978–1979)
- Harry T. Mangurian, Jr. (1979–1983)
- Don Gaston, Alan N. Cohen, Paul Dupee (1983–1993)[106]
- Paul Gaston (1993–2002)[107]
- Boston Basketball Partners L.L.C. — Wycliffe Grousbeck, Stephen Pagliuca, et H. Irving Grousbeck (2002– ).

### Maillots retirés
Les maillots retirés de la franchise de Boston sont les suivants :

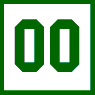
Robert Parish, C, 1980-1994
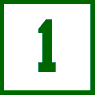
Walter Brown fondateur de la franchise, propriétaire, 1946-1964
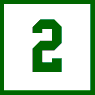
Red Auerbach entraîneur, 1950-1966 directeur 1950-2006
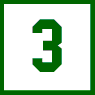
Dennis Johnson, G, 1983-1990
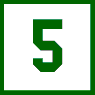
Kevin Garnett, F, 2007-2013
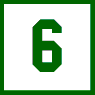
Bill Russell, C, 1956-1969 entraîneur, 1966-1969
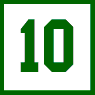
Jo Jo White, G, 1969-1979
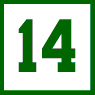
Bob Cousy, G, 1950-1963
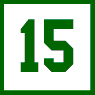
Tom Heinsohn, F, 1956-1965 entraîneur, 1969-1978
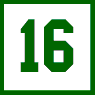
Satch Sanders, F, 1960-1973
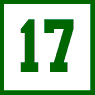
John Havlicek, F, 1962-1978
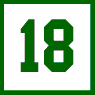
Dave Cowens, C, 1970-1980 entraîneur, 1978-1979
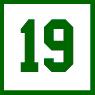
Don Nelson, F, 1965-1976
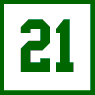
Bill Sharman, G, 1951-1961
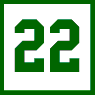
Ed Macauley, C, 1950-1956
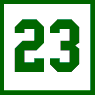
Frank Ramsey, F, 1954-1964
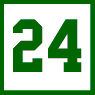
Sam Jones, G, 1957-1969
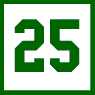
K.C. Jones, G, 1958-1967 entraîneur, 1983-1988
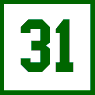
Cedric Maxwell, F, 1977-1985
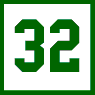
Kevin McHale, F, 1980-1993
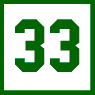
Larry Bird, F, 1979-1992
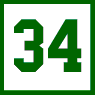
Paul Pierce, G/F, 1998-2013
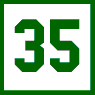
Reggie Lewis, G, 1987-1993
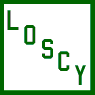
Jim Loscutoff[Note 5], F, 1955-1964
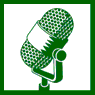
Johnny Most, commentateur

### Politique de recrutement
En 1950, les Celtics deviennent la première franchise à recruter un joueur afro-américain en faisant signer Chuck Cooper. La même année, Bob Cousy est recruté pour 10 000 dollars. Le recrutement pour la saison 1956 se révèle exceptionnel pour les Celtics de Boston. Ils recrutent Bill Russell qui signe son premier contrat avec la franchise, dont Walter Brown est alors propriétaire, pour 19 500 dollars. La deuxième recrue est Tom Heinsohn et le troisième K.C. Jones, qui n'arrive qu'en 1958, tous futurs joueurs du Hall of Fame, sont eux aussi arrivés dans l'équipe en 1956.
Larry Bird signe un contrat de 650 000 dollars lors de son arrivée dans la franchise de Boston.

## Enceintes

### Boston Garden

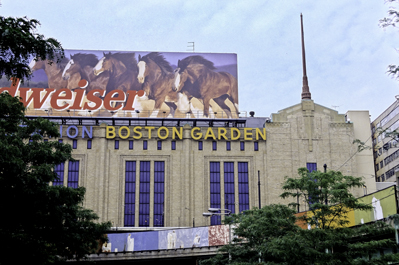
Le Boston Garden est l'enceinte des Celtics de Boston de 1946 à 1995.

Lors de sa première saison en BAA, les Celtics de Boston jouent sept de ses trente rencontres à domicile dans la Boston Arena à cause d'évènement dans la salle habituelle de la franchise : le Boston Garden. Lors du premier match à domicile, le concert de Gene Autry occupe la salle du Garden, les Celtics jouent à la Boston Arena. Ils disputent leur première rencontre au Boston Garden le 16 novembre 1946 lors d'une victoire contre Toronto Huskies sur le score de 53 à 49.
Le Boston Garden est l'une des plus anciennes salles de NBA. Non créée pour le basket-ball, l'enceinte est connue pour la difficulté à voir la rencontre depuis les tribunes, seulement 20 % des spectateurs ont une vue dégagée. La capacité de la salle est de 14 890 spectateurs. Au plafond, les seize bannière de champions NBA sont ajoutées au fur et à mesure, s'ajoutant aux 25 drapeaux des Bruins de Boston représentant les cinq Coupes Stanley remportées et les titres de champion de division. Il y a également des bannières blanches divisées en huit représentant les numéros retirés. Après 1980, la salle est pleine à toutes les rencontres disputées par les Celtics de Boston. À domicile, les Celtics de Boston ont réussi à remporter 40 rencontres pour une seule défaite lors de la saison 1985-1986 (le 6 décembre 1985 contre les Portland Trail Blazers 103 à 121).

### Boston Arena
La Boston Arena est inaugurée le 16 avril 1910, c'est la première salle intérieure de hockey sur glace de la ville de Boston. Elle sert aux Bruins de Boston de 1924 à 1928 et attend l'arrivée des Celtics de Boston qui y sont résidents de 1946 à 1955. Ils y jouent en alternance avec la Boston Garden.

### XL Center
Les Celtics de Boston jouent occasionnellement au Hartford Civic Center (devenu XL Center) entre 1975 et 1995.

### TD Garden

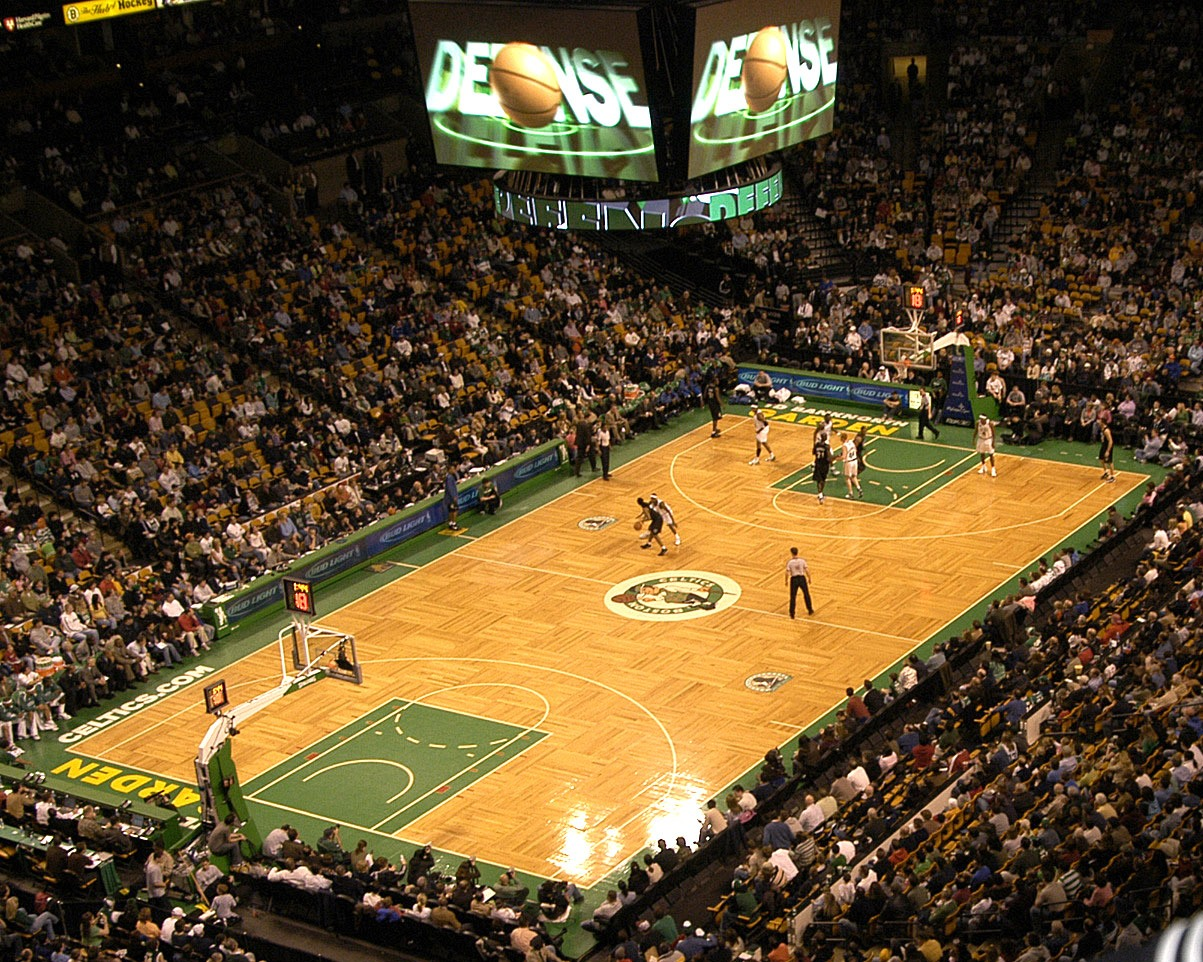
Parquet des Celtics de Boston.

Le TD Garden (auparavant Shawmut Center et FleetCenter, surnommé The Vault, The Garden) est une salle omnisports située dans le quartier de West End à Boston au Massachusetts. Elle est commanditée par la société TD Bank, N.A., une filiale américaine de la Banque Toronto-Dominion.
Depuis 1995, c'est le domicile des Celtics de Boston de la National Basketball Association et des Bruins de Boston de la Ligue nationale de hockey. De 1996 à 1997, une équipe de crosse en enclos de la National Lacrosse League du nom de Boston Blazers avait évolué dans cette salle. C'est en 2009 que la NLL fait son retour à Boston avec la création d'une nouvelle franchise qui porte également le nom de Boston Blazers. Sa capacité est de 18 624 places pour le basket-ball, 17 565 pour le hockey sur glace et 19 580 places au maximum. Lors des saisons 2008, 2009 et de 2011 à 2013, les Celtics ont joué les 41 matchs de saison régulière à guichet fermé ce qui représente un total de 763 584 spectateurs pour chaque saison ce qui place la franchise en onzième position en NBA.

## Couleurs et symboles

### Logos

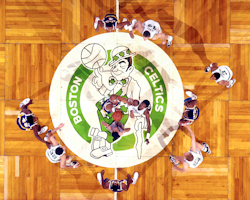
Le centre du parquet des Celtics en 1988, avec Kareem Abdul Jabbar lors du match contre les Lakers de Los Angeles.

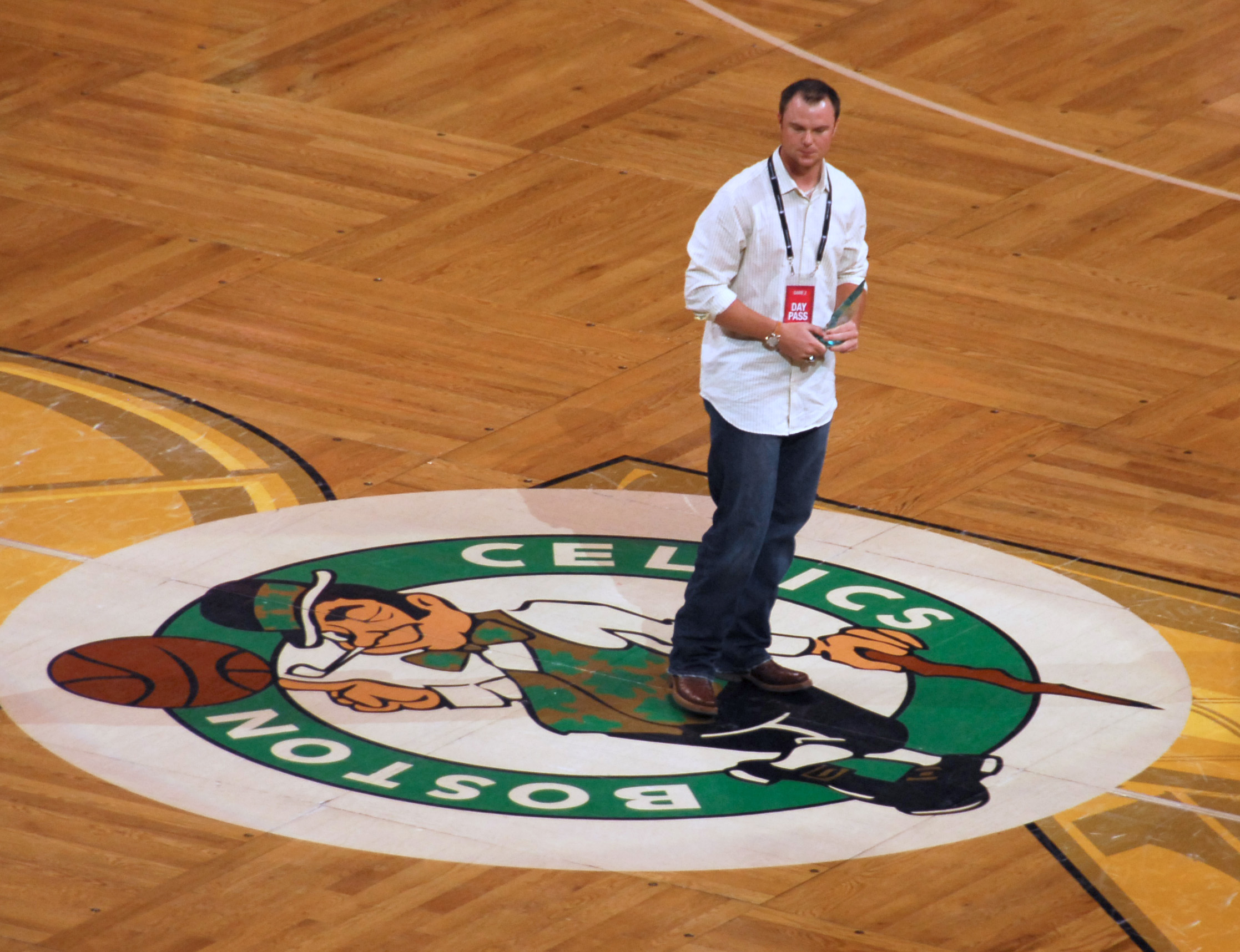
Le centre du parquet des Celtics en 2008, avec Jon Lester lors du second match de la finale contre les Lakers de Los Angeles.

Le logo initial des Celtics de Boston a été conçu par Zang Auerbach, le frère de l'entraineur Red, au tout début des années 1950.
Il représente un farfadet bonhomique, la main gauche posée sur un shillelagh, un ballon de basket-ball reposant sur son index droit, les inscriptions BOSTON CELTICS figurant dans un cercle en arrière-plan.
La version la plus familière, cependant, est le logo de couleur blanche, utilisée durant l'ère Larry Bird, où le lutin porte des vêtements noirs, verts et blancs, qui est encore utilisé sur certains réseaux de télévision chaque fois que le logo actuel Celtics n'est pas disponible. Le logo a fait sa première demie modification lors de la saison 1975-76, dans un pantalon vert, au centre du parquet de la marque. La version officielle avec un pantalon blanc a fait ses débuts lors de la saison 1976-77. Au cours de la saison 1993-94, les pantalons sur le court central ont été repeint en blanc. Enfin, durant la saison 1996-97, cela coïncidant avec 50e anniversaire de la franchise (et de la NBA), les Celtics ont repeint le logo lutin afin d'y inclure l'or sur le gilet, le nœud papillon et le chapeau, ainsi que sur la boule brune et shillelagh, et du noir sur ses pantalons et ses chaussures. Son visage et ses mains étaient tous les deux peint. Le logo d'une seule couleur lutin a été relancé pour la saison 2011-12 comme un logo alternatif, et est en bonne place sur le site Web de l'équipe ainsi que sur les bannières au cours des entrevues d'après-match. Les Celtics ont également divers logos alternatifs, avec le plus populaire étant un trèfle blanc avec les lettres "Celtics" au-dessus, enveloppé dans un cercle vert, qui est utilisé depuis la saison 1998-99. Pour une grande partie de son histoire, le trèfle a été taillé dans l'or, comme on le voit dans les vieilles vestes de survêtement de l'équipe.

logo unicolor 1976-1996 logo alternatif depuis la 2011-2012
logo actuel depuis 1996
logo alternatif depuis 1998

### Maillots
Depuis la création du club en 1946, les maillots du club sont blancs à domicile et vert à l'extérieur. Le mot « Celtics » et le numéro du joueur sont les deux autres symboles présents sur les maillots des joueurs. Le nom des joueurs sur les maillots apparaissent pendant la saison 1972-1973.
Le vert des Celtics rappelle le vert Irlandais car Boston concentre une forte population d'origine Irlandaise. Le maillot des Celtics fait partie des maillots les plus légendaires de la NBA ainsi que celui des Bulls de Chicago, des Los Angeles Lakers ou encore des Knicks de New York.
Lors de la saison 2005-2006, des jeux de maillots alternatifs apparaissent pour la franchise des Celtics de Boston. Un maillot vert et noir avec le mot « Boston » à la place de « Celtics ».
À compter de 2005-06, les Celtics ont commencé à utiliser pour les déplacements des maillots de rechange qui sont verts avec un lettrage noir et coupé avec le mot "Boston" sur la face avant du maillot. Le maillot extérieur alternatif fait peu d'apparitions lors de ses deux premières saisons, mais depuis 2007 il est utilisé beaucoup plus souvent, plus de la moitié des matchs à l'extérieur. Les uniformes font traditionnellement leurs débuts sur le dernier vendredi de novembre lors d'un match à domicile, et sont utilisés à l'extérieur par la suite.
En outre, en 2005-06, les Celtics ont commencé une tradition de porter des maillots verts avec garniture en or dans le cadre de célébrations de la fête de la Saint-Patrick que la NBA met en place pendant trois semaines de mars. Sauf pour le mot «Boston» à l'avant et l'assiette d'or, les maillots de jour de la Saint-Patrick ressemblent aux maillots habituels. Durant les quatre premières années, les maillots de la Saint-Patrick ont été utilisés quatre fois, dont une majorité à l'extérieur, mais durant la saison 2009-10, ils n'ont été utilisés que deux fois (les deux matchs à domicile).
Au cours de la saison 2006-07, les Celtics portaient un patch commémoratif composé d'un trèfle noir avec le surnom de "Red" en lettres vertes sur le coin supérieur droit du maillot en souvenir de Red Auerbach, mort peu de temps avant le début de la saison.
Pendant le Tour NBA Europe Live avant la saison 2007-08, les Celtics ont utilisé les maillots extérieur de rechange dans leur match contre les Raptors de Toronto à Rome, sauf que les mots "Boston" sur la face avant du maillot et le trèfle sur le short et sur le verso du maillot contenait les drapeaux tricolores vert, blanc et rouge du drapeau italien. Dans le deuxième match à Londres, les maillots avaient un patch contenant de l'Union Jack.
À l'ouverture de la saison 2008-09 contre les Cavaliers de Cleveland, les Celtics portait une version modifiée de leurs maillots à domicile, accentués avec de l'or, pour commémorer l'équipe championne de la saison précédente.
Lors de la saison 2012-13, les Celtics portait un maillot de Noël édition spéciale appelée « Big Color ». La tenue est entièrement verte, à l'exception des logos et lettrages tracées en blanc.
L'équipe a honoré les membres décédés de la famille Celtics avec une bande noire commémorative sur la bretelle gauche du maillot. Cet événement s'est présenté sept fois dans l'histoire de la franchise: Walter Brown (1964-1965), Bob Schmertz (1975-1976), Joan Cohen (1989-90), Johnny Most (1993-94), Reggie Lewis (1993 - 94), Dorothy Auerbach (2000-01) et Dennis Johnson (2006-07).
| Tenue des Celtics :à l'extérieur, à domicile et alternative en 2008  |  | Tenue des Celtics :à l'extérieur, à domicile et alternative en 2008 |  | Tenue des Celtics :à l'extérieur, à domicile et alternative en 2008 |
| Tenue des Celtics : à l'extérieur, à domicile et alternative en 2008 |  |                                                                     |  |                                                                     |

La tenue blanche est de mise pour les matchs à domicile tandis que le vert est porté pour les matchs à l'extérieur. D'autres couleurs sont utilisées pour des événements spéciaux tels que la St-Patrick, Noël, ou Mardi Gras. Depuis que Nike fournit l'ensemble des tenues aux équipes de NBA, en 2017, les maillots « domicile » et « extérieur » ont été remplacés par une collection plus fournie, pouvant servir aussi bien en déplacement qu'à domicile, portant les noms « association », « icon », « statement » et « city », et pour certaines équipes en plus une version « classic » reprenant le design d'anciens maillots. Les équipes qualifiées pour les playoffs 2019 et 2020 se sont vues dotées d'une tenue supplémentaire, dénommée « earned ».
En janvier 2017, les Celtics deviennent la première franchise de NBA à officialiser un contrat de partenariat pour l'affichage d'un sponsor sur le maillot, un patch sur l'avant du maillot. Les Celtics signent un contrat de plusieurs années avec General Electric.

## Soutien et image

### Popularité
Les Celtics de Boston sont l'une des franchises les plus supportées dans le monde de nos jours mais également une des plus détestées dans l'histoire de la NBA. La réussite du club dans les années 1960 puis 1980 attirent les critiques de ses adversaires. Les joueurs des Celtics de Boston sont souvent critiqués pour leur arrogance et leur excès de parole sur le terrain, notamment envers les arbitres.

### Affluence
L'affluence est d'abord très faible. Lors de la première saison d'Auerbach comme entraîneur de la franchise, environ 2 000 spectateurs sont présents à chaque match en moyenne. Progressivement le nombre moyen de spectateurs est passé à 6 564 pour la Saison 1962-1963 pour croitre régulièrement et atteindre 14 890 (la capacité maximum du Boston Garden) lors de la Saison 1979-1980, année de l'arrivée de Larry Bird, le Boston Garden fut ensuite plein à chaque rencontre. À partir de Saison 1995-1996 et l'installation au TD Garden l'affluence moyenne a oscillé entre 16 000 et 17 800 spectateurs pour une capacité de 18 624. Par contre depuis la Saison 2007-2008 les 18 624 places sont occupées à chaque rencontre, ce qui place les Celtics au huitième rang NBA, alors qu'ils n'ont que la dix-septième capacité de salle.

### Rivalités

#### Rivalités au niveau de la division

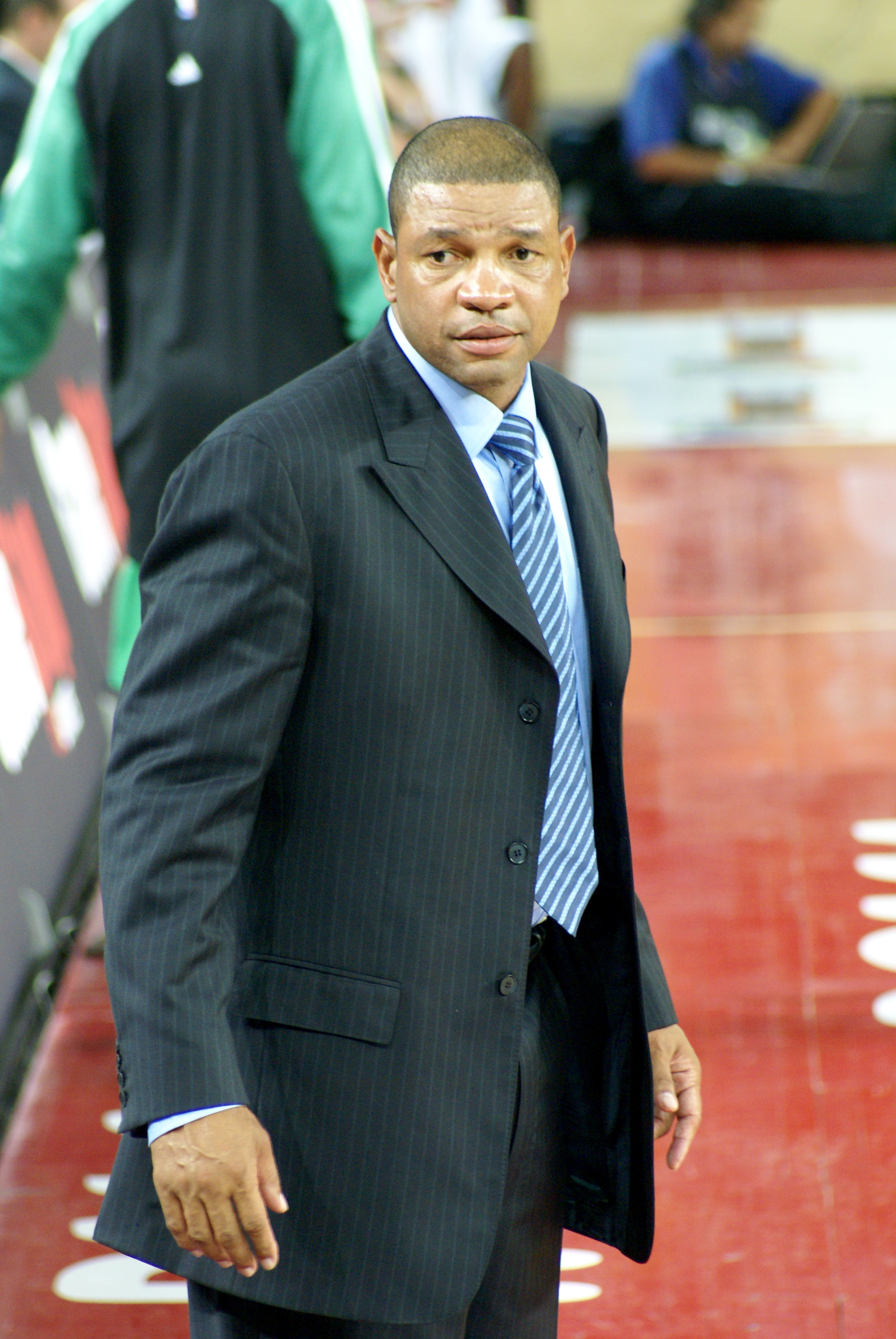
Doc Rivers ancien entraineur des Celtics de Boston et ancien joueur des Knicks de New York

Au niveau de la division atlantique, les Celtics de Boston ont une rivalité particulière avec les Knicks de New York et les 76ers de Philadelphie.
Les Knicks de New York et les Celtics de Boston sont deux franchises NBA qui n'ont jamais déménagé dans une autre ville, ni changé de nom. Cette rivalité, est entretenue par l'entraineur des Celtics Doc Rivers après avoir été joueur des Knicks de 1992 à 1994 (qui ont été en finale NBA en 1994). Cette rivalité entre des équipes de New York et Boston (qui sont séparées de trois heures et demie en voiture) se remarque aussi dans d'autres sports comme entre les Red Sox de Boston et Yankees de New York dans la Ligue majeure de baseball. La rivalité Boston-New York est également observée entre les Jets de New York et les Patriots de la Nouvelle-Angleterre dans la Ligue nationale de football. Curieusement, les salles des deux équipes à domicile (Boston au Boston Garden et plus tard au TD Garden, et à New York au Madison Square Garden) sont populairement appelés "Le Jardin" par les supporters locaux.
Les Celtics de Boston et les 76ers de Philadelphie (Les Nationals de Syracuse jusqu'en 1963) se sont affrontés cinq fois en demi-finales et treize fois en finales de la conférence Est. Boston menant largement avec 3 victoires à 2 en demi-finales mais 10 à 3 en finales. En match de saison régulière Boston mène 237 à 176.

#### Rivalités au niveau national
Les rivaux historique des Celtics de Boston sont les Lakers de Los Angeles et implique les deux franchises de basket-ball les plus légendaires de l'histoire de la NBA. Cette rivalité commence lors de la série des Finales NBA 1960 lorsque les Celtics remportent la finale NBA en battant les Lakers par quatre victoires à zéro, une première dans l'histoire du championnat. Durant les années suivantes, Boston rencontre les Lakers d’Elgin Baylor et Jerry West à six reprises en finale du championnat, faisant naître ce qui reste encore aujourd’hui comme la rivalité la plus emblématique de la NBA.
La rivalité a été moins intense depuis les départs à la retraite de Magic Johnson et Larry Bird dans les années 1990, mais en 2008 cette rivalité est revenue pour la première finale depuis 1987 entre les Celtics et les Lakers, avec une victoire des Celtics remportant la série 4 à 2. Ils se sont affrontés une fois de plus lors des finales NBA 2010 qui a vu les Lakers gagner en 7 matchs. Ce sont les deux équipes à avoir remporté le plus grand nombre de championnats, les Celtics 17, les Lakers 16 et ensemble ils comptent 33 championnats sur les 64 de l'histoire de la NBA (à la fin de la saison 2012-2013) soit plus de la moitié.

#### Rivalité individuelle

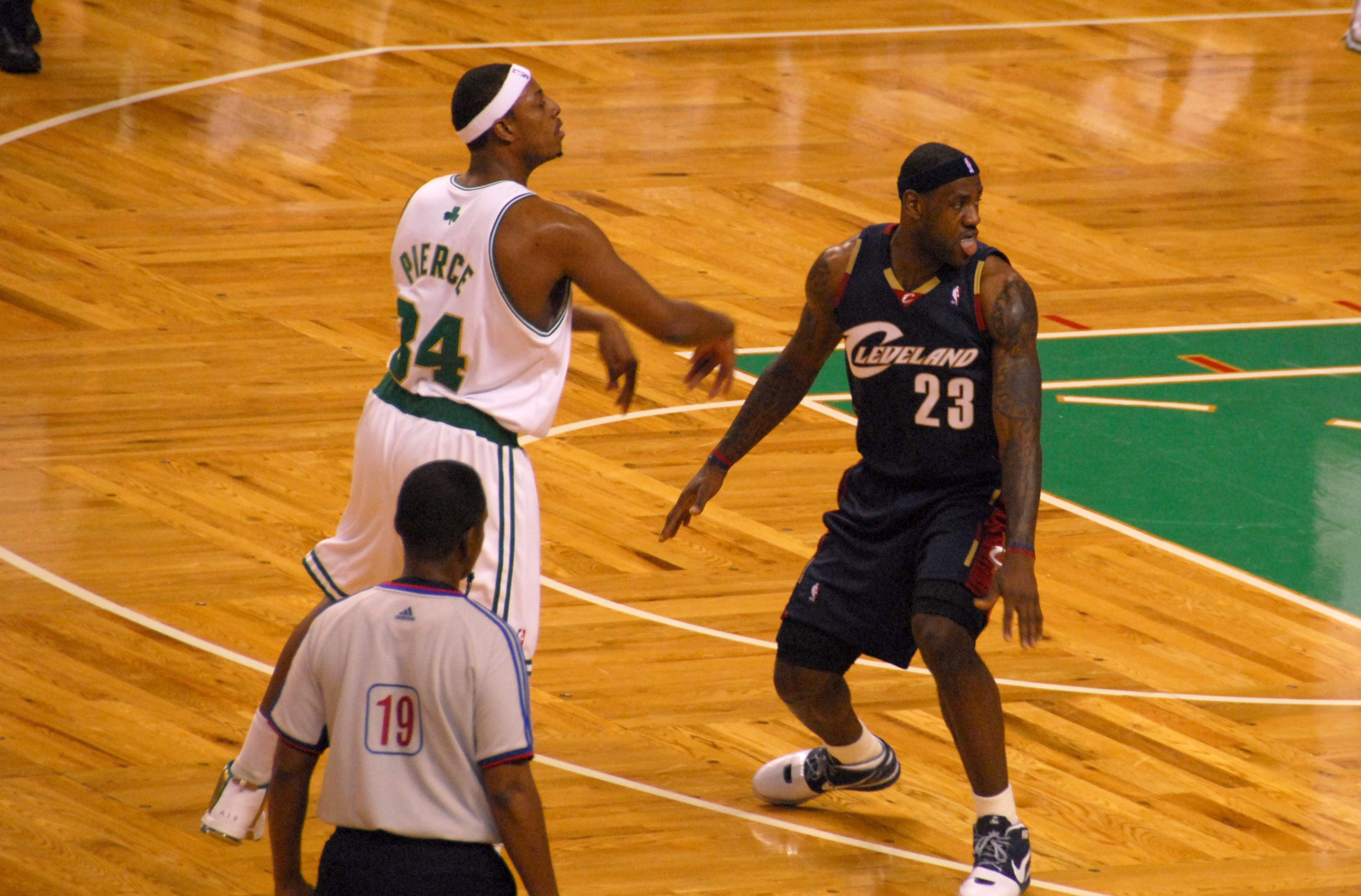
Paul Pierce face à LeBron James.

Individuellement, Paul Pierce a développé des rivalités avec Dwyane Wade, LeBron James, Chris Bosh, Kobe Bryant, Ron Artest, Pau Gasol, et John Salmons. Pendant les matchs entre les Celtics et les Cavaliers de l'ère de LeBron James, Pierce et James ont souvent offert des matchs combinant score fleuve et défense intense comme ce septième et décisif match en demi-finale de Conférence Est de la saison 2007-2008 joué le dimanche 18 mai 2008 et remporté dans un TD Garden plein 97 à 92 par les Celtics avec 45 points de Lebron James et 41 de Paul Pierce.

### Relation avec les médias
Lors de la série de huit championnats remportés de suite, l'équipe de basket-ball de Boston n'est pas très suivie par les médias qui se contentent de relater les matchs des séries éliminatoires de fin de saison. Après la chute sportive des Celtics au début des années 1970, les médias se font plus présent et suivent attentivement la progression de l'équipe lors de son retour en 1974 puis lors des deux nouveaux titres. Les journaux locaux suivent alors l'équipe à domicile et à l'extérieur. Lors du sixième match de la finale 1974, 39 millions de spectateurs regardent la rencontre à la télévision.

#### Logistique télévision
Les matchs des Celtics sont retransmis par Comcast SportsNet New England, chaîne régionale sportive câblée dépendant de NBC Sports avec comme directeur d'antenne Mike Gorman. Les commentaires à domicile et pour les matchs de la division atlantique sont assurés par Tom Heinsohn, pour les autres matchs de la conférence Est par Donny Marshall et pour la conférence ouest Bill Walton qui sont trois anciens basketteurs de très haut niveau.

### Les Celtics dans la culture populaire
Au deuxième plan les premières années après sa création, la franchise des Celtics de Boston a de plus en plus d'impact sur la culture de la ville et du pays. Considéré comme un modèle sportif, l'équipe donne une bonne image de la ville dans tout le pays dans les années 1960 et incarne la réussite.
Première franchise à recruter un joueur noir, les Celtics de Boston sont également les premiers à aligner une équipe composée de cinq joueurs noirs : Bill Russell, Sam Jones, K.C. Jones, Tom Sanders et Willie Naulls. Cependant, l'effectif reste longtemps à majorité blanche.
À la fin des années 1960, le terme « Celtics pride » rentre dans la culture populaire.

## Statistiques
Depuis 1946, l'équipe détient un certain nombre de record au niveau de la NBA :
- Plus grand nombre de titres de champion NBA avec 18.
- Plus grand nombre de titres de champion de la Conférence Est : 22 (mais le record NBA des deux conférences confondues appartient aux Lakers de Los Angeles avec 31 titres).
- Plus grand nombre de titres de champion de division Atlantique (et est avant sa création) : 30 (mais à une unité du record absolu NBA qui appartient aux Lakers de Los Angeles avec 31).

Au niveau de la franchise lors de face à face :
| Type statistique                     | Nombre | Nombre                                                        | Nombre                                   | Nombre                                           | Durée            | Durée                | Durée           | Durée             |
| Type statistique                     | record | Adversaire                                                    | début                                    | fin                                              | record           | Adversaire           | début           | fin               |
| ------------------------------------ | ------ | ------------------------------------------------------------- | ---------------------------------------- | ------------------------------------------------ | ---------------- | -------------------- | --------------- | ----------------- |
| Victoires consécutives               | 22     | Braves de Buffalo                                             | 30 novembre 1970                         | 23 février 1974                                  | 9 ans (20 vic.)  | Spurs de San Antonio | 27 février 1980 | 20 mars 1989      |
| Victoires consécutives à domicile    | 26     | Cavaliers de Cleveland                                        | 2 février 1979                           | 6 mars 1988                                      | 17 ans (19 vic.) | Kings de Sacramento  | 8 avril 1977    | 10 janvier 1996   |
| Victoires consécutives à l'extérieur | 12     | Hawks d'Atlanta                                               | 2 avril 1982                             | 14 mars 1986                                     | 10 ans (11 vic.) | Spurs de San Antonio | 3 mars 1980     | 14 février 1990   |
| Défaites consécutives                | 21     | Knicks de New York                                            | 8 avril 1993                             | 19 janvier 1998                                  | 16 ans (17 déf.) | Spurs de San Antonio | 8 décembre 1990 | 22 janvier 2007   |
| Défaites consécutives à domicile     | 11     | Knicks de New York                                            | 18 décembre 1992                         | 7 mars 1997                                      | 16 ans (9 déf.)  | Spurs de San Antonio | 8 janvier 1977  | 10 février 2008   |
| Défaites consécutives à l'extérieur  | 15     | Lakers de Minneapolis Knicks de New York Spurs de San Antonio | 9 mars 1949 8 avril 1993 8 décembre 1990 | 31 janvier 1954 4 janvier 2000 12 septembre 2005 | 15 ans (15 vic.) | Spurs de San Antonio | 8 décembre 1990 | 12 septembre 2005 |

### La franchise
- (en) Dan Shaughnessy, Ever Green The Boston Celtics : A History in the Words of Their Players, Coaches, Fans and Foes, from 1946 to the Present, St. Martin's Griffin, 15 novembre 1991, 272 p. (ISBN 0-312-06348-2)
- (en) Peter C. Bjarkman, Boston Celtics encyclopedia, Sports Publishing Inc., 1999, 350 p. (ISBN 978-1-58261-062-7)
- (en) Mike Carey et Michael D. McClellan, Boston Celtics : Where Have You Gone?, Sports Publishing LLC, octobre 2005, 183 p. (ISBN 978-1-58261-953-8, lire en ligne)
- (en) Jack Clary, Basketball's Great Dynasties : The Celtics, Smithmark Pub, mars 1992, 77 p. (ISBN 978-0-8317-0672-2)
- (en) David Colburn, Boston Celtics IQ : The Ultimate Test of True Fandom (Volume II), Black Mesa Publishing, janvier 2012, 132 p. (ISBN 978-0-615-59563-4, lire en ligne)
- (es) Escudero et Rodriguez, La leyenda verde. historia de los Boston celtics, Ediciones JC, coll. « Baloncesto para leer », 1er avril 2009, 382 p. (ISBN 978-84-95121-48-6)
- (en) Joe Fitzgerald, That championship feeling : The story of the Boston Celtics, Scribner, 1er décembre 1975, 258 p. (ISBN 978-0-684-14389-7)
- (en) Lew Greenfield, The world's greatest team : A portrait oh the Boston Celtics, 1957-69, Lyons Press, février 2011, 229 p. (ISBN 978-0-7627-7356-5)
- (en) Jeff Freedman, Dynasty : The Rise of the Boston Celtics, New York, The Charles Scribner's Sons, 1er décembre 1976, 208 p. (ISBN 978-0-394-49560-6)
- (en) Thomas Henshaw, The Boston Celtics : a Championship Tradition, New Jersey, Sports Prentice-Hall, Inc., Engelwood Cliffs, 1974
- (en) Roland Lazenby, The Official Boston Celtics Greenbook, 1988-89, Rowman & Littlefield, 1er octobre 1988, 131 p.
- (en) Roland Lazenby, The Official Boston Celtics Greenbook, 1989-90, Rowman & Littlefield, 1er octobre 1989, 127 p. (ISBN 978-0-87833-677-7)
- (en) Billy N. Pope, The Official Boston Celtics Greenbook, 1991-92, Taylor Pub, juin 1991, 32 p. (ISBN 978-0-87833-032-4)
- (en) Roland Lazenby, TLegacy the Official Boston Celtics 1992 -1993 Greenbook, Longstreet Pr, octobre 1992, 127 p. (ISBN 978-1-56352-056-3)
- (en) Roland Lazenby, Boston Celtics Basketball Vault : The History of a Proud Franchise, Whitman Publishing, octobre 2011, 144 p. (ISBN 978-0-7948-3296-4)
- (en) Peter May, Top of the World : The Inside Story of the Boston Celtics' Amazing One-Year Turnaround to Become NBA Champions, Da Capo Press Inc, 5 novembre 2009, 264 p. (ISBN 978-0-306-81858-5)
- (en) Peter May, The Big Three, Simon & Schuster, 1er février 2007, 300 p. (ISBN 978-1-4165-5207-9, lire en ligne)
- (en) John Powers, The short season : A Boston Celtics diary, 1977-1978, Harper & Row, 1979, 228 p. (ISBN 978-0-06-013451-8)
- (en) Bob Ryan (photogr. Dick Raphael), The Boston Celtics : The History, Legends & Images of America's Most Celebrated Team, Reading, Massachusetts, Addison-Wesley Publishing Co., Inc., 1989 (ISBN 978-0-201-57001-4)
- (en) Bob Ryan, Celtics pride : The rebuilding of Boston's world championship basketball team, Little, Brown, 1975, 242 p. (ISBN 978-0-316-76368-4)
- (en) Bob Schron et Kevin Stevens, The Bird Era : A History of the Boston Celtics, 1978-1988, Quinlan Pr, janvier 1989 (ISBN 978-1-55770-070-4)
- (en) Pamela R. Schuyler, Through the Hoop : A Season with the Celtics, Boston, Houghton Mifflin, 1974
- (en) George Sullivan, The Boston Celtics : A Championship Tradition, Fifty Years, Tehabi Books, juin 1996 (ISBN 978-1-887656-06-1)
- (en) George Sullivan, The Picture History of the Boston Celtics, Macmillan Pub Co, 1er décembre 1982 (ISBN 978-0-672-52728-9)
- (en) Thomas J. Wallen, Dynasty's End : Bill Russell And the 1968-69 World Champion Boston Celtics, Denver, Northeastern University Press, coll. « Sportstown », 31 mai 2005, 288 p. (ISBN 978-1-55553-643-5, lire en ligne)
- (en) Boston Celtics : Four Decades of Excellence, Denver, Special Productions Inc., 1985
- (it) Dinastia Celtics. : L'ascesa dei Boston Celtics, Libreria dello Sport, 2009, 293 p. (ISBN 978-88-6127-015-2)

### Ceux qui ont fait la franchise et en parlent
- (en) Red Auerbach et John Fitzgerald, Red Auerbach On and Off the Court, Macmillan Pub Co, octobre 1985, 256 p. (ISBN 978-0-02-504390-9)
- (en) Red Auerbach, Red Auerbach : An Autobiography, Putnam, 1er décembre 1977, 331 p. (ISBN 978-0-399-11893-7)
- (en) Red Auerbach, Basketball for the Player, the Fan and Coach, Simon & Schuster, 1er juin 1976, 256 p. (ISBN 978-0-671-22155-3)
- (en) Larry Bird et John Bischoff, Bird on Basketball : How-To Strategies from the Great Celtics Champion, Da Capo Press Inc, 1988 (réimpr. 1er janvier 1988), 3e éd., 128 p. (ISBN 978-0-201-14209-9)
- (en) M.L. Carr et Bob Schron, Don't be Denied : My Story, Gazelle Book Services Ltd, septembre 1987, 238 p. (ISBN 978-1-55770-019-3)
- (en) Bob Cousy, The killer instinct, Random House, 1975, 211 p. (ISBN 978-0-394-49469-2)
- (en) Bob Cousy, Las Loud Roar, Prentice Hall, 1er juin 2000 (ISBN 978-0-13-524017-5)
- (en) Bob Cousy et Frank Power, Basketball : Concepts and Techniques, William C Brown Pub (réimpr. avril 2003) (1re éd. 6 juin 2009) (ISBN 978-0-697-06835-4)
- (en) Bob Cousy et Bob Ryan, Cousy on the Celtic Mystique, Mcgraw-Hill, décembre 1988, 202 p. (ISBN 978-0-07-013332-7)
- (en) John Havlicek et Bob Ryan, Hondo : Celtic man in motion, Prentice Hall, 1977, 192 p. (ISBN 978-0-13-394601-7)
- (en) Tom Heinsohn et Léonard Lewin, Heinsohn Don't You Ever Smile : The life & times of Tommy Heinsohn & the Boston, 1er janvier 1976
- (en) Johnny Most, Feelings : Private Thoughts and Poems, Charm Pub Co, juillet 1992, 81 p. (ISBN 978-0-9632856-0-7)
- (en) Bill Russell, Go Up for Glory, Berkley Pub Group, 1er octobre 1980 (ISBN 978-0-425-04676-0)
- (en) Bill Russell et Taylor Branch, Second Wind : The Memoirs of an Opinionated Man, Ballantine Books, octobre 1980, 265 p. (ISBN 0-394-50385-6)
- (en) Bill Russell et David Faulkner, Russell Rules : 11 Lessons on Leadership from the Twentieth Century's Greatest Winner, New American Library, 2001, 244 p. (ISBN 0-525-94598-9)